# テネシー州

テネシー州
State of Tennessee

州の愛称: 志願兵の州
Volunteer State州のモットー: 農業と商業
Agriculture and Commerce

テネシー州（テネシーしゅう、英: State of Tennessee [tɛnᵻˈsiː] ( 音声ファイル)、略号: TN, Tenn.、チェロキー語: ᏔᎾᏏ, ラテン文字転写: tanasi）は、アメリカ合衆国南部の州。合衆国50州の中で陸地面積では第36位、人口では第16位でもある。南北戦争では南部連合側に属し、シャイロー、ナッシュビル、マーフリーズボロなどが戦場となった。
テネシー州は、州境で8つの州（西にアーカンソー州とミズーリ州、北にケンタッキー州とバージニア州、東にノースカロライナ州、南にジョージア州、アラバマ州、ミシシッピ州）と接している。米国の中でこのような州はミズーリ州とテネシー州だけで、州東部にはアパラチア山脈がある。西側州境はミシシッピ川である。
州都、および州の最大都市はナッシュビルである（2020年現在）。他の主要都市にメンフィス、ノックスビル、チャタヌーガなどがある。
| 家庭で話される言語（テネシー州） 2010 | 家庭で話される言語（テネシー州） 2010 | 家庭で話される言語（テネシー州） 2010 | 家庭で話される言語（テネシー州） 2010 | 家庭で話される言語（テネシー州） 2010 |
| ------------------------------------- | ------------------------------------- | ------------------------------------- | ------------------------------------- | ------------------------------------- |
|                                       |                                       |                                       |                                       |                                       |
| 英語                                  | 英語                                  |                                       | 93.78%                                | 93.78%                                |
| スペイン語                            | スペイン語                            |                                       | 3.66%                                 | 3.66%                                 |

| 人種構成（テネシー州） 2010 | 人種構成（テネシー州） 2010 | 人種構成（テネシー州） 2010 | 人種構成（テネシー州） 2010 | 人種構成（テネシー州） 2010 |
| --------------------------- | --------------------------- | --------------------------- | --------------------------- | --------------------------- |
|                             |                             |                             |                             |                             |
| 白人                        | 白人                        |                             | 75.6%                       | 75.6%                       |
| 黒人                        | 黒人                        |                             | 16.7%                       | 16.7%                       |
| ヒスパニック                | ヒスパニック                |                             | 4.6%                        | 4.6%                        |
| アジア系                    | アジア系                    |                             | 1.4%                        | 1.4%                        |
| インディアン                | インディアン                |                             | 0.3%                        | 0.3%                        |
| 混血                        | 混血                        |                             | 1.7%                        | 1.7%                        |

## 州名の由来

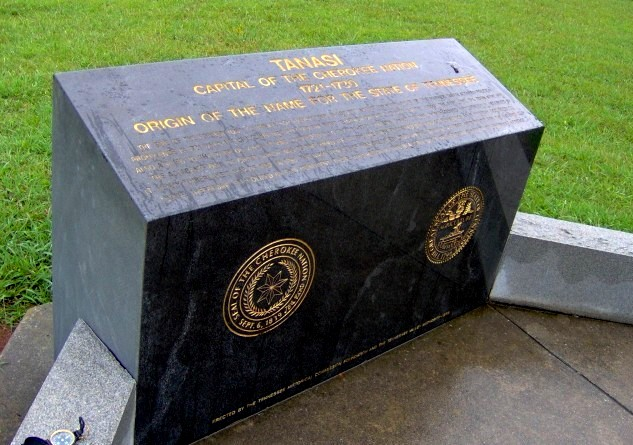
モンロー郡のタナシ遺跡近くにある記念碑

テネシーとなった名前の変化形が最初に記録されたのは、1567年、スペインの探検家フアン・パルドがその探検隊員と共に、サウスカロライナから内陸に移動中に、「タナスキ」（"Tanasqui"）と呼ばれるインディアンの集落を通過したときだった。18世紀初期、イギリス人交易業者が現在のモンロー郡で「タナシ」（"Tanasi"あるいは"Tanase"）というチェロキー族の町に出くわした。この町は同名の川 沿いにあり、1725年には既に地図に掲載された。フアン・パルドが遭遇した町と同じかどうかは不明であるが、最近の研究では、パルドの「タナスキ」はピジョン川とフレンチブロード川合流点、現在のニューポート市近くにあったとされている。
テネシーという言葉の意味と語源は不明である。ユチ語の初期形態をチェロキー語で修正したとする説がある。意味としては「集会の場所」、「曲がりくねった川」、「大きな屈曲部の川」など諸説ある。人類学者のジェームズ・ムーニーに拠れば、「解析不可能」であり、その意味は失われたとなっている。
現在の綴りTennesseeの始まりは、サウスカロライナ植民地総督ジェイムズ・グレンに帰されている。1750年代には公式書簡でこの綴りを使っていた。1765年に出版されたヘンリー・ティンバーレイクの『チェロキーの国の概要』で使われて一般化された。1788年、ノースカロライナ州は現在のテネシー州中部では3番目の郡としてテネシー郡を創設した。このテネシー郡は現在のモンゴメリー郡とロバートソン郡の前身である。1796年に南西部領土から新州を組織化するために憲法制定会議が招集されたとき、州名としてTennesseeを採用した。

### ニックネーム
テネシー州は「志願兵の州　Volunteer State」というニックネームがある。これは米英戦争のとき、特に1815年のニューオーリンズの戦いで、テネシー州の志願兵が傑出した働きをしたことから名付けられた。

## 歴史

### 初期の歴史

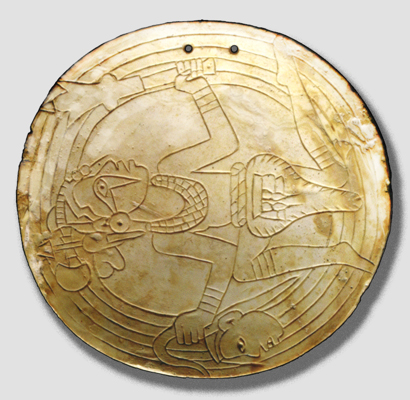
ミシシッピ文化の貝細工、サムナー郡のカスタリアンスプリングスで出土

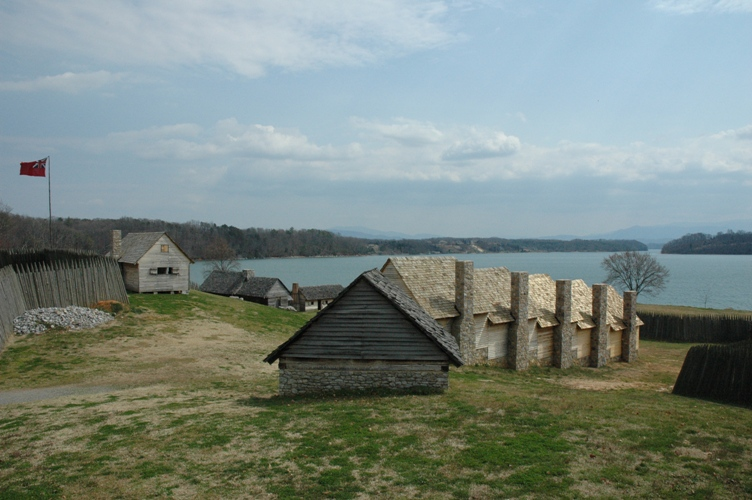
ラウドン砦の再現物、州内で最初のイギリス人による開拓地

現在テネシー州となっている地域には12,000年前からパレオ・インディアンが住んでいた。パレオ・インディアンが入ってから、ヨーロッパ人による接触が起こった時までに、この地域に住んだ部族の名前は明らかでないが、考古学者が名付けた古代（紀元前8000年-同1000年）、ウッドランド期（紀元前1000年-紀元後1000年）、ミシシッピ文化（1000年-1600年）など幾つかの時代区分がある。ミシシッピ文化の支配者がテネシー川流域に住んだマスコギー族の文化的祖先とされ、その後にテネシー川水源地域にチェロキー族が移住してきた。
テネシー州となった領域へのヨーロッパ人による遠征として記録されている初期のものは、1540年のエルナンド・デ・ソト、1559年のトリスタン・デ・ルナ、1567年のフアン・パルドといったスペイン人探検家に率いられたものがある。パルドはインディアンの集落名から「タナスキ」という言葉を記録し、それが現在の州名になった可能性がある。当時のテネシーにはマスコギー族やユチ族が住んでいた。ヨーロッパ人が伝えることになった伝染病によってインディアン人口が激減した可能性があり、この地域は人が住まなくなった。北部でヨーロッパ人による開拓地が広がり、チェロキー族はバージニアと呼ばれていた南部から移ってきた。ヨーロッパ人開拓者が地域に広がってくると、マスコギー族、ユチ族、チカソー族、チョクトー族などのインディアンは南や西に追い出された。
テネシーで最初のイギリス人による開拓地は、現在のボノア近くにできたラウドン砦だった。当時は最も西にできたイギリスの前線基地だった。砦の設計はブラムのジョン・ウィリアム・ジェラードが行い、イギリス軍のレイモンド・デメア大尉が建設させた。砦が完成すると、デメア大尉は1757年8月14日に弟のポール・デメア大尉に砦の指揮を任せた。イギリス軍と近くに住む山岳部チェロキー族との間に敵対関係が生じ、ラウドン砦は包囲されて、1760年8月7日に降伏した。翌朝、ポール・デメア大尉とその多くの部下は待ち伏せにあって殺され、守備兵の残りの大半は捕虜になった。
1760年代、バージニアの長距離を歩く狩猟者達がテネシーの東部や中部を探検し、この年代後半には最初のヨーロッパ人開拓者が地域に入ってくるようになった。18世紀の開拓者の大多数はイギリス人かその子孫だったが、20%近くはスコットランド・アイルランド系だった。これら開拓者はチェロキー族から借りた土地に建設した地域社会、ワトーガ同盟を結成した。
アメリカ独立戦争の1776年、シカモア・ショールズ（現在のエリザベストン）にあったワトーガ砦が、イギリスのロイヤリストと同盟したチェロキー族の酋長ドラッギングカヌーとその戦士集団に攻撃された。これら反抗するチェロキー族のことを開拓者達は「チカマウガ」と呼んでいた。彼等はノースカロライナ州によるワシントン地区の併合と、さらに北と西でのトランシルベニア・コロニーへの入植に反対していた。ドラッギングカヌーの従姉妹ナンシー・ウォードからの警告により、開拓者の多くの命が戦士による最初の攻撃から救われた。このワトーガ川岸にあったフロンティアの砦は、1780年にオーバーマウンテンメンがアパラチア山脈を越えて遠征する準備地点となり、後にはノースカロライナ州でのキングスマウンテンの戦いでイギリス軍と対戦し、これを破った。
1784年、ワシントン地区の3郡（現在はテネシー州の一部）がノースカロライナ州から分離し、フランクリン州を結成した。連合規約下のアメリカ合衆国に加盟する試みは失敗し、1789年にはノースカロライナ州に復帰した。1790年、アメリカ合衆国政府が南西部領土を組織化し、ノースカロライナ州はこの地域を合衆国政府に譲渡した。新しい領土に入ってくる開拓者を奨励するために、1787年、母州であるノースカロライナ州が、クリンチ山の南端（東テネシー）からフレンチリック（ナッシュビル）まで、開拓者がカンバーランド開拓地に入るための道路を切り開かせた。この道は「ノースカロライナ道路」あるいは「アベリーの道」と呼ばれ、「荒野の道」と呼ばれることもあった。

### 州昇格（1796年）
テネシーは1796年6月1日に合衆国16番目の州として昇格した。アメリカ合衆国政府の管轄下にあった領土では最初に作られた州だった。建国時の13植民地に加えて、テネシー州の前にはバーモント州とケンタッキー州が作られており、そのどちらも合衆国政府の領土ではなかった。テネシー州憲法第1条第31項に拠れば、テネシー州の領域はストーン山の最高点を通る線とバージニア州との州境が交わる地点に始まり、テネシーとノースカロライナ州を分けるアパラチア山脈の基本的に山頂を結ぶ線を辿り、インディアンのコウィーとチョタの町を過ぎ、そこからユニコイ山の主尾根を辿って南側境界に至る。こうして引かれた線より西にある全ての領土、土地と水域は、新設テネシー州の領域に含まれるとなっている。この規程の一部では、州の領域と管轄権が将来獲得する土地に及ぶことになっており、他州との交換で獲得する土地、あるいはミシシッピ川より西で獲得する可能性のある土地に言及していた。
マーティン・ヴァン・ビューレン大統領政権の時に、17,000人に近いチェロキー族と、その所有する約2,000人の黒人奴隷が1838年から1839年に掛けてその故郷を追われ、アメリカ陸軍の護衛で東テネシーの「移民の停車駅」（カス砦など）から、アーカンソー州の西にあるインディアン準州の地に行進させられた。この移動中に推計4,000人のチェロキー族が死んだ。この旅はチェロキー語で「Nunna daul Isunyi」すなわち「我々が泣いた道」と呼ばれた。アメリカ合衆国政府によるインディアン強制移住の結果としてチェロキー族のみならず多くの部族が移住を強いられ、特に「文明化五部族」が耐えた同様の行進は「涙の道」と呼ばれた。この言葉はチョクトー族の移住を表現するものとして始まった。

### 南北戦争とレコンストラクション
1861年2月、アイシャム・ハリス知事に率いられたテネシー州政府の分離主義者達が、アメリカ合衆国との結びつきを断ち切るための会議について有権者の承認を求めたが、州民投票では反対56%対賛成46%で否決された。脱退への反対が強かったのは東テネシーだった（後には北軍と同盟する州設立の動きがあった）。4月にサムター要塞への攻撃が起きた後、これに反応したリンカーンがテネシー州など諸州に軍隊の立ち上げを要求したことで、ハリス知事は軍隊の動員を始め、議会には脱退条例案を提出し、アメリカ連合国政府とは直接予備交渉を行った。1861年5月7日、テネシー州議会はアメリカ連合国と軍事同盟を結ぶ協定書を批准した。同年6月8日、中部テネシーの住民が著しく考え方を変えたことで、州民投票により脱退を決めた。テネシー州は脱退を決めたことでは最後の州になった。
南北戦争中に州内では大きな戦いが続き、その大半で北軍が勝った。1862年2月、ユリシーズ・グラント将軍とアメリカ海軍がカンバーランド川とテネシー川を掌握した。4月のシャイローの戦いで南軍の反撃を撃退した。6月にメンフィス市前のミシシッピ川で海戦があり、メンフィス市が陥落した。メンフィス市とナッシュビル市が落ちたことでテネシー州の西部と中部は北軍が支配した。1863年1月初旬、マーフリーズボロの戦いとその後のタラホーマ方面作戦で、北軍の支配は確固としたものになった。

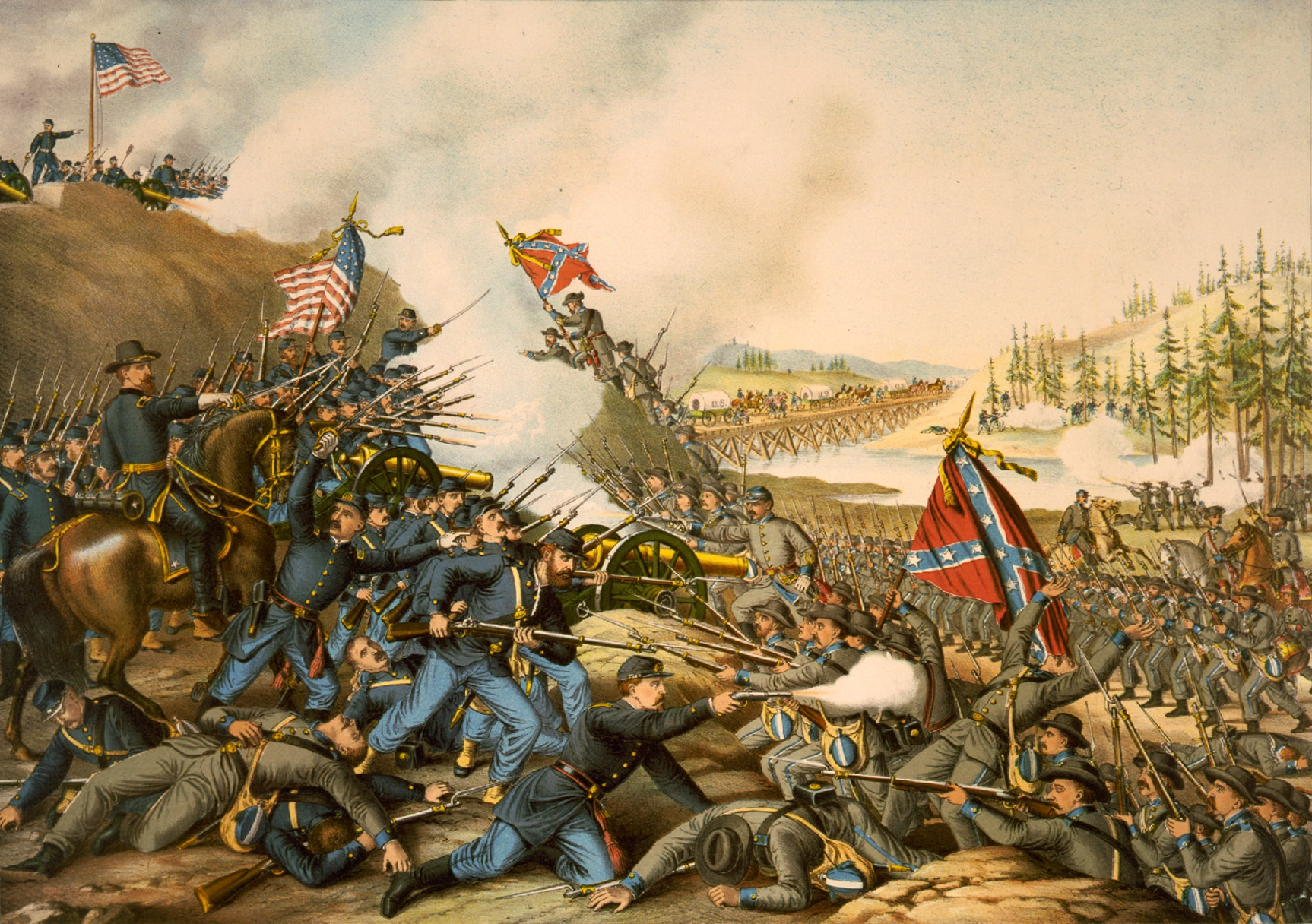
フランクリンの戦い、1864年11月30日

東テネシーは、極端に南軍寄りのサリバン郡を除いて北軍寄りの感情が強かったが、南軍はここを支配していた。1863年初秋のチャタヌーガ方面作戦では南軍がチャタヌーガ市を包囲したが、11月にはグラント軍に駆逐された。南軍の敗北の多くは、ペリービルの戦いからチャタヌーガまで南軍のテネシー軍を率いたブラクストン・ブラッグ将軍のお粗末な戦略眼に帰することができる。
テネシー州での最後の大きな戦闘は、1864年11月に南軍が中部テネシーに侵略した時であり、フランクリンの戦いで阻止され、12月のナッシュビルの戦いで北軍ジョージ・ヘンリー・トーマス将軍の前に完全に潰えた。一方、エイブラハム・リンカーン大統領から文民のアンドリュー・ジョンソンがテネシー州軍政府長官に指名された。
奴隷解放宣言が発せられたとき、テネシー州はほとんど北軍の支配下に入っていた。このためにテネシー州は解放宣言で奴隷が解放された州とはならず、宣言は如何なる奴隷も解放しなかった。それでも奴隷となっていたアフリカ系アメリカ人は、公式の解放を待たずに自由を得るために北軍戦線の内側に逃亡した。老いも若きも、男も女も、子供達も北軍の近くで宿営した。数多い元奴隷が北軍側で戦争を逃れ、その数は南部全体で20万人近くになった。
テネシー州議会は1865年2月22日に州内で奴隷制度を禁じる州憲法修正案を承認した。州民は3月にこの修正案を承認した。また同年4月7日にはアメリカ合衆国憲法修正第13条（全州での奴隷制度を廃止）を批准した。
1864年、アンドリュー・ジョンソン（テネシー州のタカ派民主党員）がリンカーン大統領の副大統領に選出された。1865年4月にリンカーンが暗殺された後は大統領に就任した。ジョンソンの寛大な再加盟政策の下で、テネシー州は最初に合衆国へ再加盟した州となり、1866年7月24日には代議員をアメリカ合衆国議会に送り出した。テネシー州はアメリカ合衆国憲法修正第14条を批准していたので、レコンストラクション時代にも軍政府長官を置かない唯一の元脱退派州となった。
レコンストラクションが正式に終わっても南部社会での権力闘争が続いた。解放奴隷とその同盟者に対する暴力沙汰と脅迫行為があり、1870年代と1880年代にはテネシー州を始め南部中の州を白人民主党が政治的に支配した。その後の10年間で、州議会はアフリカ系アメリカ人を支配するために制限の強い法を成立させていった。1889年、州議会は選挙制度改革として4つの法を成立させ、田園部や小さな町に住むアフリカ系アメリカ人、さらには多くの貧乏白人から実質的に選挙権を取り上げた。この法には人頭税、有権者登録の時期、および記録の要求事項があった。数十万人の納税している市民が20世紀に入っても数十年間選挙権の無い状態に置かれた。この選挙権剥奪には19世紀に成立したジム・クロウ法が伴い、州内での人種差別を課した。1900年時点でアフリカ系アメリカ人人口は480,430人、州人口の24%であり、大半は州中部と西部に住んでいた。
1897年、ナッシュビルで開催された博覧会で、テネシー州は州昇格100周年を祝った（ただし実際の100周年は1896年であり1年遅れだった）。現在のナッシュビル市センテニアルパークには実物大のパルテノン神殿が建設された。

### 20世紀

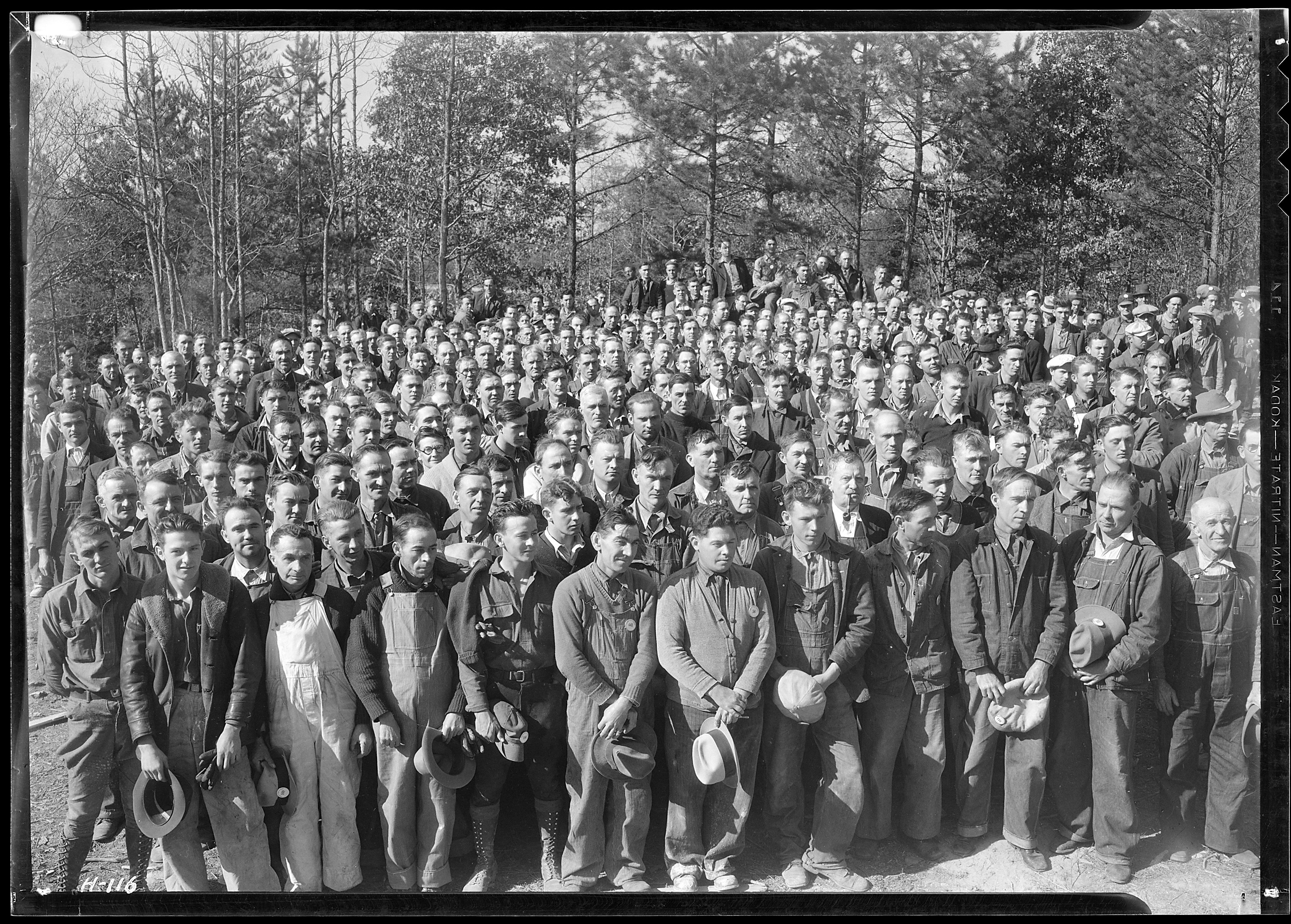
ノリス・ダム建設現場の労働者、TVAはルーズベルト大統領の進めるニューディール政策の一環だった

1920年8月18日、テネシー州は女性に参政権を与えるアメリカ合衆国憲法修正第19条の批准に必要な36番目の州となった。アフリカ系アメリカ人や貧困層の白人に対する選挙権剥奪はいまだ続いていたが、それでもとりあえずは男女は同権になった。
世界恐慌のときに失業者のための仕事を生み出す必要性、田園部を電化する願望、テネシー川が毎年春に洪水を起こしていたのを制御する必要性、さらにテネシー川の輸送容量を改善する必要性など、これら全てが合わさって、1933年にTVA、テネシー川流域開発公社を設立させることになった。その推進力により、テネシー州は急速に国内でも最大の電力供給州となった。
第二次世界大戦中、TVAの豊富な電力を生かしたマンハッタン計画が推進され、東テネシーは兵器に使う核分裂性物質の生産と分離を行う主要地点の1つとなった。その施設と労働者を収容するために計画都市のオークリッジが一から建設された。この場所は現在オークリッジ国立研究所、Y-12国立安全研究所、および東テネシー工業パークとなっている。
貧乏白人の選挙権を制限する影響は認識されていたが、その後の州議会も全州をカバーするまで選挙権剥奪の法の範囲を広げていた。1949年、政治学者のV・O・キー・ジュニアは「人頭税の大きさは、それを払う不便さほどには投票を禁じてこなかった。郡役人は（ノックスビルでやったように）税を払う機会を与えることで有権者を規制し、あるいは支払をできる限り難しくすることで逆のことも図った。そのような税の操作、ひいては投票権の操作が都市における政治ボスと政治マシーンの興隆機会を与えた。都市の政治家は人頭税の領収書を大量に購入し、それを黒人や白人に配って、指示通りに投票させた」と論じた。
1953年、州議会は州憲法を修正し、人頭税を撤廃した。それでも黒人や貧乏白人が有権者登録するために障害となっていたものが多くの分野で存在し、1965年の投票権法など全国的な公民権法が成立して、障害が取り払われた。
1996年には州昇格200周年を祝った。「テネシー200」と題された祝祭が州全体で1年間続いたが、そのオープニングはナッシュビル市キャピトルヒルの麓で新しい州立公園（200周年モール）が開かれたことだった。
1918年に州内で起きた大列車事故は全米の歴史でも最悪とされる列車事故になった。1865年4月、メンフィス市に近いミシシッピ川で起きたSSサルタナの爆発事故は、国内最大級の海洋事故となった。

## 地理
関連項目：テネシー州の郡一覧

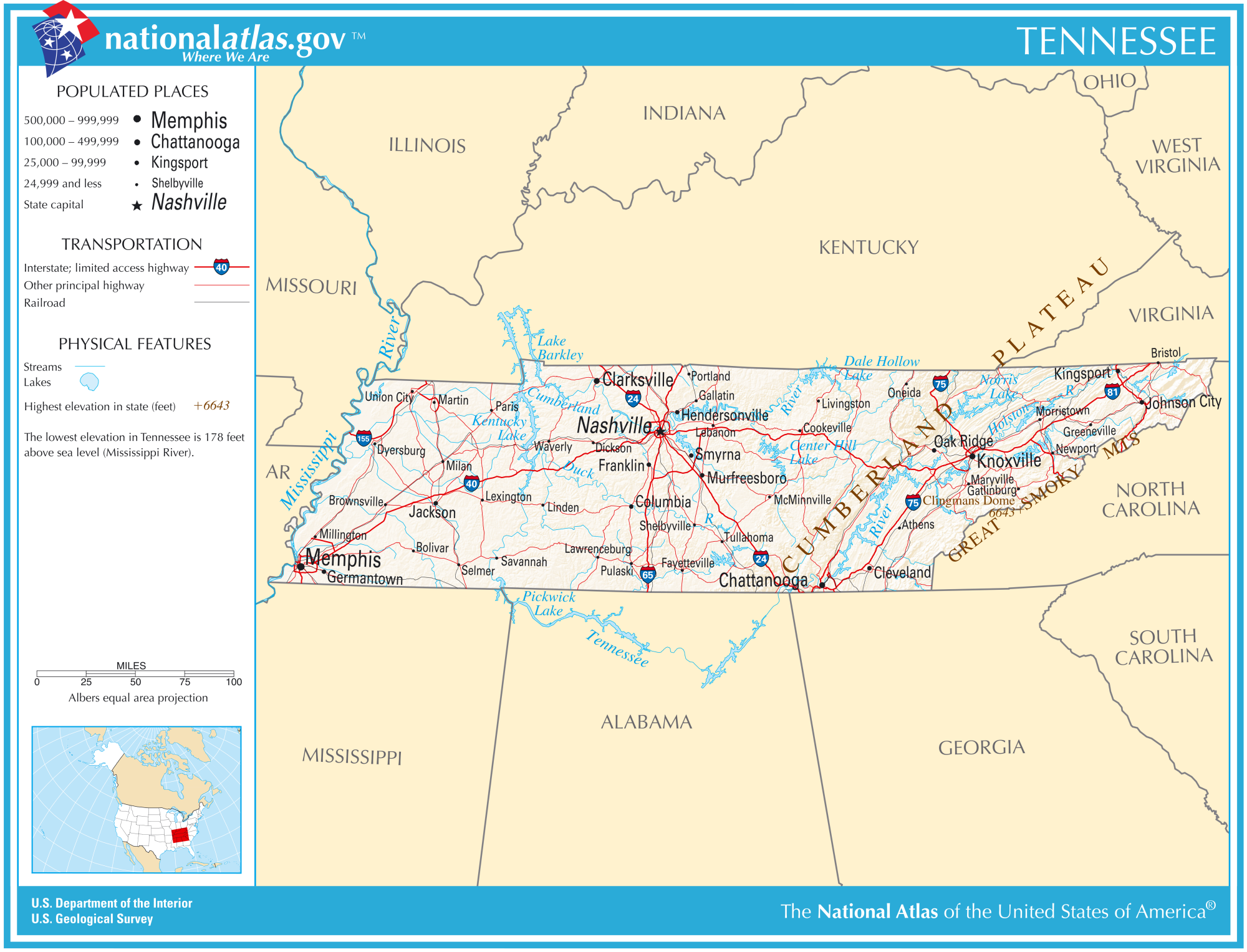
Map of Tennessee.

テネシー州は8つの他の州と隣接している。テネシー州は、北部でケンタッキー州とバージニア州に、東部でノースカロライナ州に、南部でジョージア州、アラバマ州とミシシッピ州に、西部でアーカンソー州とミズーリ州にそれぞれ接している。この州はテネシー川によって3等分される。州の最高地点はテネシー州の東部、グレート・スモーキー山脈国立公園内の、アパラチア山脈に属するクリングマンズ・ドームの頂上で、海抜2,025 メートル（6,643 フィート）である。クリングマンズ・ドームは東部州境にあり、アパラチアン・トレイルでも最高地点である。テネシー州とノースカロライナ州の州境がその山頂を横切っている。州内最低地点はミシシッピ州との州境になるミシシッピ川であり、メンフィス市の最低地点でもある。標高は59 メートル (195 フィート) である。テネシー州の地理重心はマーフリーズボロにある。
テネシー州は地理的かつ法的に3つの大区分に分けられている。すなわち東テネシー、中部テネシー、西テネシーである。州憲法では5人いるテネシー州最高裁判所判事のうち各大区分の出身者が2人を越えてはならないとしており、特定の委員会や理事会でも同様な規則を宛てている。一般的に、西テネシーと中部テネシーの分離線をテネシー川、中部テネシーと東テネシーの分離線をカンバーランド高原とする。
地形的には6つに区分されている。すなわちブルーリッジ山脈、アパラチア山脈・渓谷地域、カンバーランド高原、ハイランド・リム、ナッシュビル盆地、ガルフ海岸平原である。州内では8,350個の洞穴が登録されており、国内最大となっている。

### 東テネシー

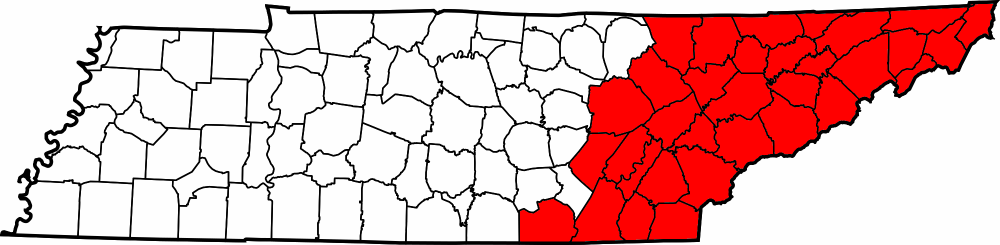
東テネシーの領域図

州東端にあるブルーリッジ地域がノースカロライナ州との境を形成している。この地域はブルーリッジ山脈の高山と岩が多い地形が特徴である。ブリーリッジ山脈はグレート・スモーキー山脈、ボールド山地、ユニコイ山地、ユナカ山地、ローン高原、アイアン山地など幾つかの支脈に分かれている。
ブルーリッジ地域の平均標高は5,000フィート (1,500 m) である。州内最高地点であるクリングマンズ・ドームがこの地域にある。この地域はほとんど人が住まず、チェロキー国立の森、グレート・スモーキー山脈国立公園、さらに幾つかの連邦保護原生地と州立公園で保護されている。
ブルーリッジ地域から西に約55マイル (88 km) 広がっているのがリッジ・アンド・バレー地域であり、多くの水流が合わさってテネシー渓谷のテネシー川になっている。この地域には肥沃な流域平野があり、その間をベイズ山やクリンチ山など森に覆われた尾根が分けている。テネシー渓谷の西部では低地が広く、尾根が低くなり、グレート・バレーと呼ばれている。このバレーには多くの町があり、州内で第3の都市ノックスビルと第4の都市チャタヌーガがあるなど、都市化された地域3つのうち2つがある。
カンバーランド高原がテネシー渓谷の西に立ち上がっている。深く切り込んだ谷で分けられた頂上の平たい山があるのが特徴である。標高は1,500フィート (450 m) から2,000フィート (600 m) である。

### 中部テネシー

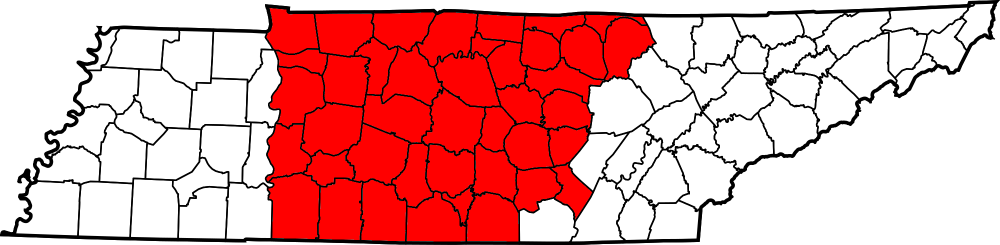
中部テネシーの領域図

カンバーランド高原の西にはハイランド・リムがあり、ナシュビル盆地を囲む高原になっている。その北部はタバコの生産量が多いことで知られ、ペニーロイヤル台地と呼ばれることもある。州内では主に南西部にある。ナッシュビル盆地は肥沃な農地になっており、野生生物も非常に多様である。
中部テネシーは18世紀後半から19世紀初期に、バージニア州からアパラチア山脈を越えて入ってくる開拓者の共通目的地になっていた。ナチェズ・トレイスと呼ばれる重要な交易ルートは、インディアンが造り多世代にわたって使われていたものだが、中部テネシーとミシシッピ川下流の町ナチェズとを繋いでいた。このルートは現在、ナチェズ・トレイス・パークウェイと呼ばれる景観道路の元になっている。
高木であるアメリカン・チェスナットの最後の生き残りがこの地域で自生している。この木は胴枯れ病に強い樹木を育成するために役立っている。
中部テネシーには州政府があることに加え、人口が集中し交通の中心になっている。州都ナッシュビル市、クラークスビル、マーフリーズボロなどの大都市がある。ナッシュビル市から半径600マイル　(1,000 km) の範囲にテネシー州の人口の半分が住んでいる。州間高速道路24号線、40号線、65号線がこの地域を3分している。

### 西テネシー

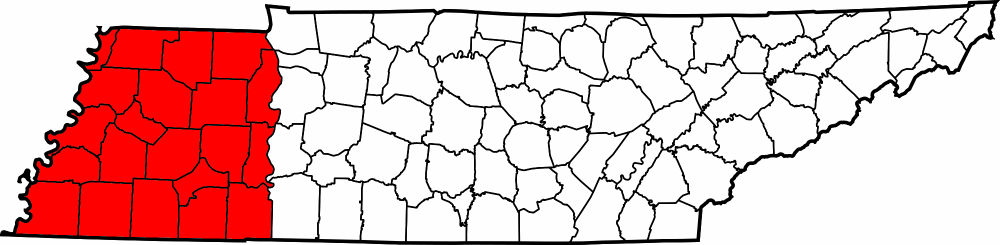
西テネシーの領域図

ハイランド・リムとナシュビル盆地の西は、ガルフ海岸平原であり、ミシシッピ湾状形成部が含まれる。ガルフ海岸平原はメキシコ湾に始まり、北のイリノイ州南部まで広がる広大な平原の一部である。テネシー州内では、東のテネシー川から西のミシシッピ川までの間であり、3つの部分に分けられている。
東の部分は幅約10マイル (16 km) であり、テネシー川西岸に沿った丘陵性の地域である。その西には、ミシシッピ川まで広がるうねりのある丘陵と水流の幅広い地域である。この地域はテネシー・ボトムとも呼ばれる。西端にあるメンフィス市では、ミシシッピ川を見下ろす険しい崖でテネシー・ボトムが終わっている。その西はミシシッピ川沖積平野であり、標高は300フィート (90 m) 未満である。この低地は氾濫原と湿地であり、ミシシッピ・デルタと呼ばれることもある。西テネシーではメンフィス市が経済の中心であり、州内最大の都市でもある。
1818年にチカソー族がテネシー川とミシシッピ川の間の領土を譲渡した時まで、西テネシーの大半はインディアンの土地だった。このチカソー族譲渡の一部がケンタッキー州に入っており、現在はジャクソン購入地と呼ばれている。

### 公有地
国立公園局の管轄地域には以下が含まれる。

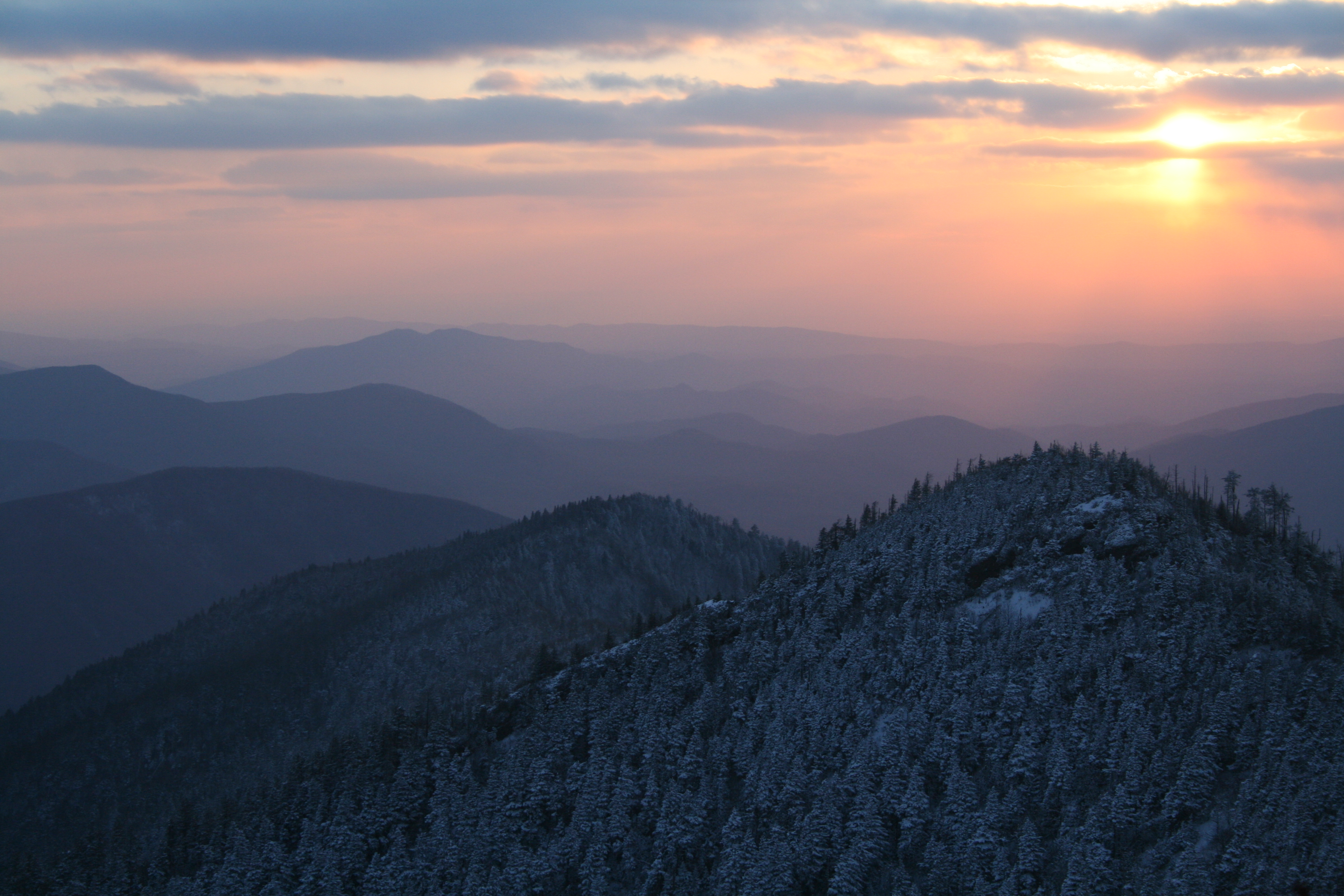
グレート・スモーキー山脈国立公園にあるル・コント山頂上からの眺め、2007年7月撮影

- アンドリュー・ジョンソン国立史跡（グリーンビル市）
- アパラチアン・トレイル
- ビッグ・サウス・フォーク国立河川保養地域
- チカマウガとチャタヌーガ国立軍事公園
- カンバーランド・ギャップ国立歴史公園
- フットヒルズ・パークウェイ
- ドネルソン砦国立古戦場と国立墓地（ドーバー近郊）
- グレート・スモーキー山脈国立公園
- ナチェズ・トレイス公園道路
- オベッド天然景勝河川（ワートバーグ近郊）
- オーバーマウンテン・ビクトリー国立歴史道
- シャイロー国立軍事公園と国立墓地（シャイロー）
- ストーンズ川国立古戦場と国立墓地（マーフリーズボロ市）
- 涙の道国立歴史道

この他、広さ534 km2（132,000エーカー）を占める54か所の州立公園、さらにグレート・スモーキー山脈国立公園の一部とチェロキー国有林、カンバーランド・ギャップ国立歴史公園がテネシー州内に設けられている。ニューマドリード地震でできたリールフット湖は、深い森のあった痕跡があり、浅い水域を覆う蓮の花と共に、異様な美しさを与えている。
関連項目：テネシー州の州立公園リスト

### 気候
テネシー州の大半は温暖湿潤気候にある。アパラチア山脈の標高が高い冷涼な地域が例外であり、山岳性温暖気候あるいは湿潤大陸性気候に分類される。テネシー州の気候にはメキシコ湾が大きな影響を与えており、南からの風が年間を通じて雨水を運んできている。概して夏は暑く、冬は温暖から冷涼である。一年中降水がある。年間平均雨量は50インチ (1,300 mm) である。降雪量は、西テネシーでの5インチ (13 cm) から、東テネシーの高山での16インチ (41 cm) まで幅がある。
夏は概して暑く湿度が高い。夏季の日中平均最高気温は90°F (32 ℃) 近辺である。冬は温暖から冷涼であり、高地では冷涼の程度が強まる。高山を除けば、夜間の平均最低気温は氷点近くである。過去最高気温は1930年8月9日にペリービルで記録された113°F (45 ℃)、過去最低気温は1917年12月30日にマウンテンシティで記録された-32°F (-36 ℃) である。
テネシー州は海岸から遠いので、ハリケーンの影響を直接受けることは少ないが、1982年の熱帯低気圧クリスのように、熱帯低気圧の名残が上陸して弱くなったもののかなりの降水量をもたらすことがある。年間平均で雷雨発生日が50日ほどあり、その中には大きな雹を降らせたり、暴風を伴うものがある。州全体で竜巻が発生する可能性があり、特に西テネシーと中部テネシーで多い。時には強力な竜巻が発生する。年間平均発生数は15個である。竜巻は激しいものになる可能性があり、死者を出した竜巻の比率では全米最大である。冬の嵐も時としてやっかいなものになり、氷雨を伴う暴風が起こりやすい。スモーキー山地の大半では特に、霧が問題になっている。
| 各都市の月別平均最高最低気温 (°F) |       |       |       |       |       |       |       |       |       |       |       |       |
| 都市                              | 1月   | 2月   | 3月   | 4月   | 5月   | 6月   | 7月   | 8月   | 9月   | 10月  | 11月  | 12月  |
| ブリストル                        | 44/25 | 49/27 | 57/34 | 66/41 | 74/51 | 81/60 | 85/64 | 84/62 | 79/56 | 68/43 | 58/35 | 48/27 |
| チャタヌーガ                      | 49/30 | 54/33 | 63/40 | 72/47 | 79/56 | 86/65 | 90/69 | 89/68 | 82/62 | 72/48 | 61/40 | 52/33 |
| ノックスビル                      | 47/30 | 52/33 | 61/40 | 71/48 | 78/57 | 85/65 | 88/69 | 87/68 | 81/62 | 71/50 | 60/41 | 50/34 |
| メンフィス                        | 49/31 | 55/36 | 63/44 | 72/52 | 80/61 | 89/69 | 92/73 | 91/71 | 85/64 | 75/52 | 62/43 | 52/34 |
| ナッシュビル                      | 46/28 | 52/31 | 61/39 | 70/47 | 78/57 | 85/65 | 90/70 | 89/69 | 82/61 | 71/49 | 59/40 | 49/32 |

## 人口動態

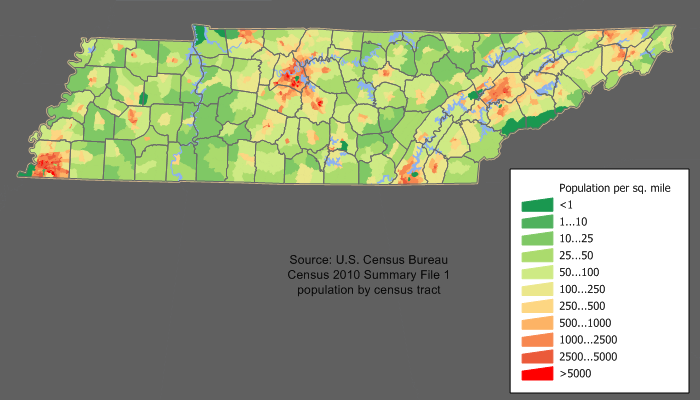
テネシー州の人口密度図

2020年の国勢調査では、テネシー州の人口は6,910,840人で、2010年国勢調査時点（6,346,105人）より8.90%の増加となった。テネシー州の人口重心はラザフォード郡マーフリーズボロ市にある。
近年のテネシー州には北部州、カリフォルニア州およびフロリダ州からの移住者が多く入ってきている。これには生活費が安いことや、医療および自動車産業が活況を呈していることが寄与している。ナッシュビル都市圏にはこれらの要素があることで、国内でも成長速度の高い地域である。
テネシー州の人口の6.6%は5歳以下、24.6%が18歳以下と報告され、12.4%が65歳以上である。女性は人口のおおよそ51.3%である。

### 人種及び祖先
2000年に州内で申告された祖先による構成比は以下の通りだった。
- 17.3% アメリカ人
- 16.4% アフリカ系
- 9.3% アイルランド系
- 9.1% イギリス系
- 8.3%ドイツ系 (8.3%)。

自身をアメリカ人と申告する者の多くはイングランド系やスコットランド・アイルランド系である。推計で21ないし24%はイングランド人を祖先としている。1980年国勢調査では、1,435,147がイギリス系あるいは大半がイギリス系と申告しており、当時の人口（3,221,354人）の45%に相当していた。
2010年の国勢調査によると、この州の人種的な構成は次の通りだった。
- 77.6% 白人（非ヒスパニック白人は75.6%）
- 16.7% 黒人
- 0.3% インディアン
- 1.4% アジア系
- 0.1% 太平洋諸島系
- 1.7% 混血
- 4.6% ヒスパニック

アフリカ系アメリカ人はかつてこの州の人口の28%を占めたこともあったが、現在の全人口比は16%台である。この州のアフリカ系人口はテネシー州西部及びナッシュビル市内に主に集中している。
2011年時点で、1歳未満の人口の36.3%は少数民族である。

### 宗教
テネシー州の住民の会派別信仰の状況は次の通りだった。
- キリスト教 –82%
  - プロテスタント –64%
    - バプテスト –39%
    - メソジスト –10%
    - Church of Christ –6%
    - 長老派教会 –3%
    - 他のプロテスタント/一般的なプロテスタント –6%

  - ローマ・カトリック –6%
  - 他のキリスト教 –12%
- イスラム教;1%[39]
- 他の宗教 –2%
- 無宗教 –9%

## インディアン部族

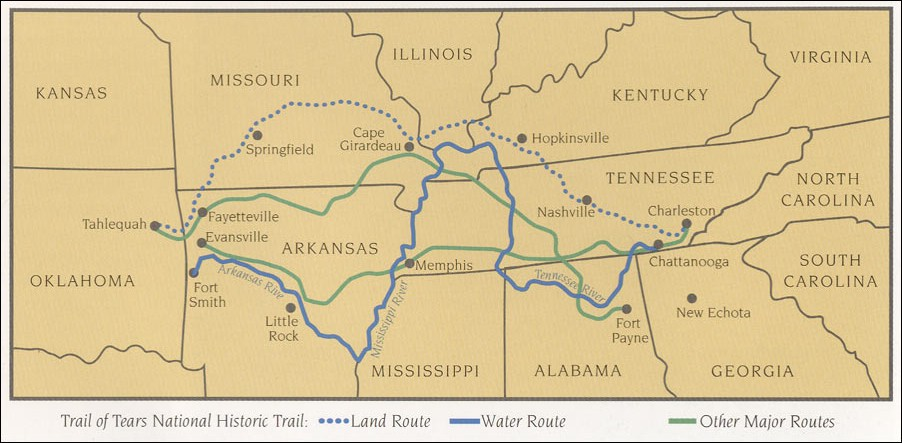
1835年、テネシー州のチェロキー族連合はインディアン準州（現：オクラホマ州）へ強制移住させられた

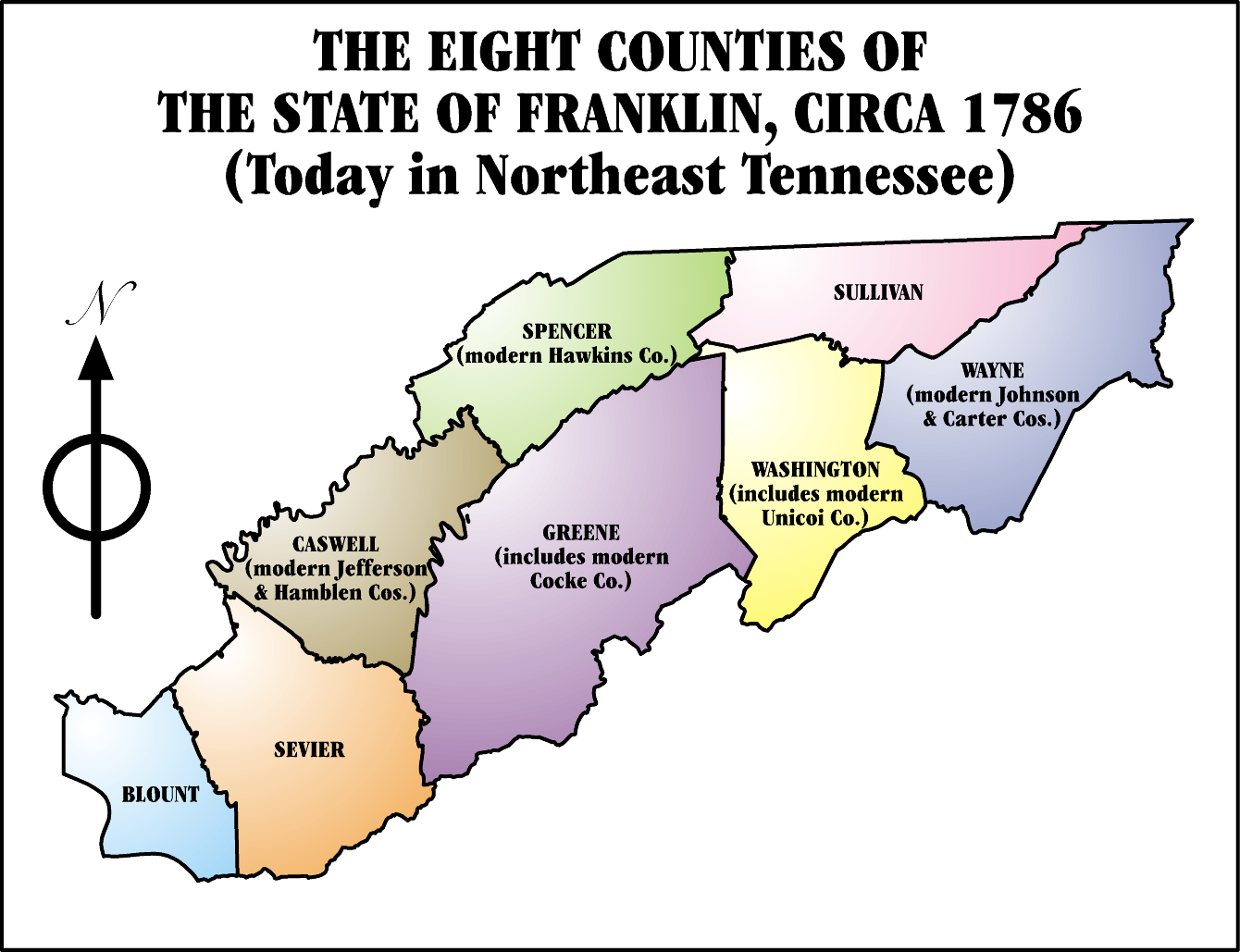
フランクリン州

チェロキー族、ショーニー族、カタウバ族、チアハ族、チカソー族、カスキナンポ族、モソペリア族、ムスコギー族、ナチェス族、オフォ族、タリ族、タスキギー族、ユチ族などのインディアン部族が全域に集落を形成し、農耕生活を営んでいた。
最大勢力のチェロキー族はテネシー州で4つの地域に渡り、100を超える集落・村を持った。ことに州南部のチャタヌーガは、「チカマウガ地域」と呼ばれ、「ランニングウォーター」、「ニッカジャック」、「ロングアイランド」、「ルックアウトマウンテン」、「クロウタウン」が「インディアン五大集落」として知られた。
白人入植者に対するインディアン部族の連合蜂起であるチカマウガ戦争（1776〜1794年）は同州にも及び、多くのインディアン部族が虐殺された。この戦いの中、1785年には、州東部が完全に白人に制圧され、一帯はベンジャミン・フランクリンにちなんだ「フランクリン州」とされた。
さらに19世紀にはこれらのインディアン部族はすべて他州へ強制移住させられた。残った部族も20世紀には「絶滅部族」としてアメリカ連邦政府から公式認定を取り消されて保留地（Reservation）を没収され、部族単位では存在しないことになっている。
テネシー州法廷は、1983年から2000年までと2003年以降にかけ、州インディアン管理委員会内にアメリカ連邦政府の部族認定に沿ったインディアン部族の認定基準を設け、これに基づく部族認定の許可権を与えた。現在まで、この手続きを使ったインディアン部族でテネシー州が認めたものは一つもない。1978年に一部族のグループだけが州知事宣言によって認定されたが、1991年12月5日、州司法長官はこれを無効と宣言した。インディアンが「インディアン部族である」としてアメリカ連邦政府・州政府から公式認定を受けるためには、連邦内務省や州議会に対して、大量の血統証明書類の提出が必要であり、申請活動が数10年に及ぶことは珍しいことではない。2004年以降も、6つのインディアン部族・団体が、連邦・州議会に対し、部族としての州認定要求を続けている。

### アメリカ連邦政府に公式認定を要求中の部族・団体
| - 「チェロキー族（アニ・ユン・ウェヤ）」 - 「エトワー・チェロキー族」 - 「テネシー・チェロキー族」 - 「アッパー・カンバーランド・チェロキー族」 - 「オーバーヒル・チェロキー族」 - 「南東チェロキー連合・シュガークリーク・バンド」 - 「南東チェロキー連合・赤い粘土のバンド」 - 「東チェロキー族」 - 「東チェロキー族・オーバーヒル・バンド」 - 「東チェロキー族・テネシー」 | - - 「西チェロキー族・テネシー」 - 「チカマウガ・チェロキー族」 - 「チカマウガ・チェロキー・エルク谷バンド」 - 「チカマウガ・チェロキー・クワタニ・ミッション」 - 「自由チェロキー・テネシー川バンド」 - 「自由チェロキー・エルク谷バンド」 - 「自由チェロキー・テネシー」 - 「自由チェロキー・チカマウガ」 - 「バッファローリッジ・チェロキー族」 - 「ファラウェイ・チェロキー族」 | - - 「狼の氏族」 - 「鹿の氏族」 - 「大地の氏族」 - 「チカマカ・バンド」 - 「グッドメディシン・バンド」 - 「赤い棒の連合」 - 「白い狼の守護精霊トーカヘ・バンド」 - 「ターキータウン協会」 - 「ツァラギ部族相互戦士協会」 - 「南と東の部族連合」 | - - 「遠方のチェロキー・タナシ評議会」 - 「タナシ・グループ」 - 「クリーク族連合（ムスコギー族）」 - 「カンバーランド・クリーク族連邦」 - 「チョタ族」 - 「テーハーナーマー族」 - 「東部レナペ族連合中央支部」 |

### インディアン・カジノ
テネシー州のインディアン部族はすべて絶滅したことになっており、インディアン部族が開設した「インディアン・カジノ」は一軒も無い。保留地を持たない彼らには、インディアン・カジノ開設の権利が無い。そもそもテネシー州自体が、誰であってもカジノ敷設及び運営を頑なに禁じている州である（それで州の住民はミシシッピ州のチュニカへ赴く）。

## 主要な都市と町
州都はナッシュビルである。州内の市としてはメンフィスが最大の人口を抱えていたが、2016年までに逆転し、ナッシュビルの方が大都市圏として見るとやや大きく、州の人口の20%以上を構成している。チャタヌーガとノックスビルは、どちらも州東部のグレート・スモーキー山脈国立公園の近くにあるが、メンフィスやナッシュビルの人口のおよそ3分の1程度の人口である。ジョンソンシティー、キングスポートとブリストルの3つの都市は州の北東部の山岳地帯にあり、州の5番目の人口集中地となっており、しばしば「トライシティーズ」（Tri-Cities）と呼ばれている。ノックスビル、キングストン、マーフリーズボロ各市は過去に州都だったことがある。
| 順位 | 都市名           | 人口    |
| ---- | ---------------- | ------- |
| 1    | ナッシュビル     | 689,447 |
| 2    | メンフィス       | 633,104 |
| 3    | ノックスビル     | 190,740 |
| 4    | チャタヌーガ     | 181,099 |
| 5    | クラークスビル   | 166,722 |
| 6    | マーフリーズボロ | 152,769 |
| 7    | フランクリン     | 83,454  |
| 8    | ジョンソンシティ | 71,046  |
| 9    | ジャクソン       | 68,205  |
| 10   | ヘンダーソンビル | 61,753  |

州の主な都市を列挙する。
- ナッシュビル - カントリー・ミュージック産業の世界的な中心地。南部バプテスト連盟の本拠地がある。バンダーヴィルト大学とテネシー州立大学をはじめ、数多くの大学を擁する。プロスポーツ・チーム テネシー・タイタンズ (NFL)とナッシュビル・プレデターズ (NHL)の本拠地。
- メンフィス - ブルース音楽の中心地。エルヴィス・プレスリーが音楽活動を行った町である。メンフィス・グリズリーズ (NBA)の本拠地、メンフィス大学、世界的な運送会社フェデックスの本拠地。キング牧師の暗殺が起きた。
- ノックスビル - テネシー大学の本校がある。グレート・スモーキー山脈国立公園が近い。テネシー州最初の州都だった。
- チャタヌーガ - 鉄道運輸の中心。愛称は「岩見る町」（"See Rock City"）。南北戦争の主戦場となった。
- クラークスビル - オースティン・ピー州立大学がある。
- マーフリーズボロ - ナッシュビルの近郊に位置し、ミドルテネシー州立大学がある。テネシー州の地理重心。南北戦争の主戦場で、ストーンズ川の戦い別名マーフリーズボロの戦いがここで起った。テネシー州2番目の州都だった。
- ジャクソン - プロクター・アンド・ギャンブルの工場がある。2020年までシカゴ・カブス傘下のマイナーリーグAAのジャクソン・ジェネラルズの本拠地だった。元福岡ソフトバンクホークスのフリオ・ズレータもここでプレーしていた。関西学院大学の姉妹校、ランバス大学（Lambuth University）がある。
- オークリッジ - マンハッタン計画で有名なオークリッジ国立研究所がある。
- ブリストル - NASCARのレース場、ブリストル・モーター・スピードウェイの所在地
- リンチバーグ - テネシー・ウイスキー『ジャックダニエル』の製造所がある。
- スマーナ - 日産自動車の大きな工場がある。
- スプリングヒル - かつてはGMのサターンだったが、現在はシボレー自動車の大きな工場がある。
- カーセージ市 - 元副大統領で2000年アメリカ合衆国大統領選挙大統領候補だったアル・ゴアが幼年期を送った。アル・ゴア所有の農場がある。
- ローレンスバーグ（Lawrenceburg）- 開拓者デイヴィッド・クロケットが住んだ。
- フォート・キャンベル - アメリカ陸軍の第101空中強襲師団の基地。本部と所在地はケンタッキー州となっているが、基地の大部分はテネシー州に属する。
- クリーブランド - チャーチ・オブ・ゴッドの本部がある。
- レバノン - クラッカー・バレル（Cracker Barrel）レストランチェーンの本社と第一号店がある。近くにレース場「ナッシュビル・スーパースピードウェイ」がある。
- ピジョン・フォージ（Pigeon Forge）- カントリー音楽歌手ドリー・パートンのテーマパーク『ドリウッド』（Dollywood）がある。グレート・スモーキー山脈国立公園からも近い。
- ギャトリンバーグ（Gatlinburg）- グレート・スモーキー山脈国立公園の西側の入り口にあたる町。観光地。
- プラスキー（Pulaski）- クー・クラックス・クラン発祥の地。

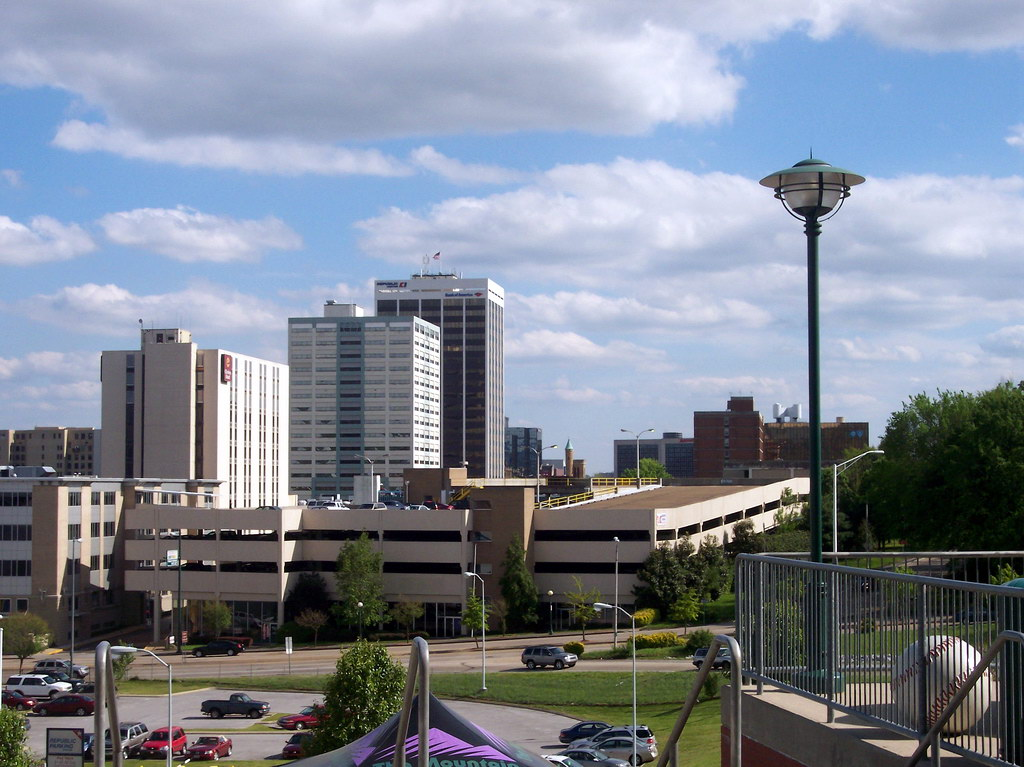
チャタヌーガ市
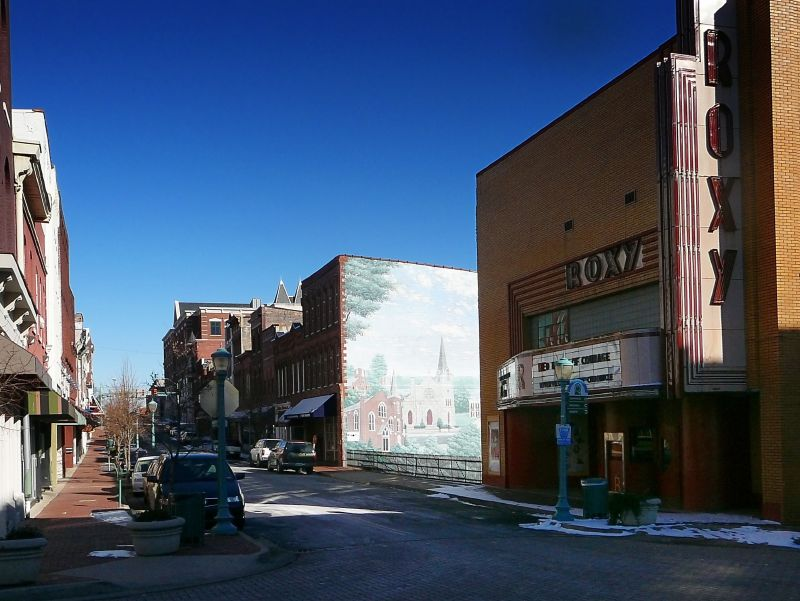
クラークスビル市
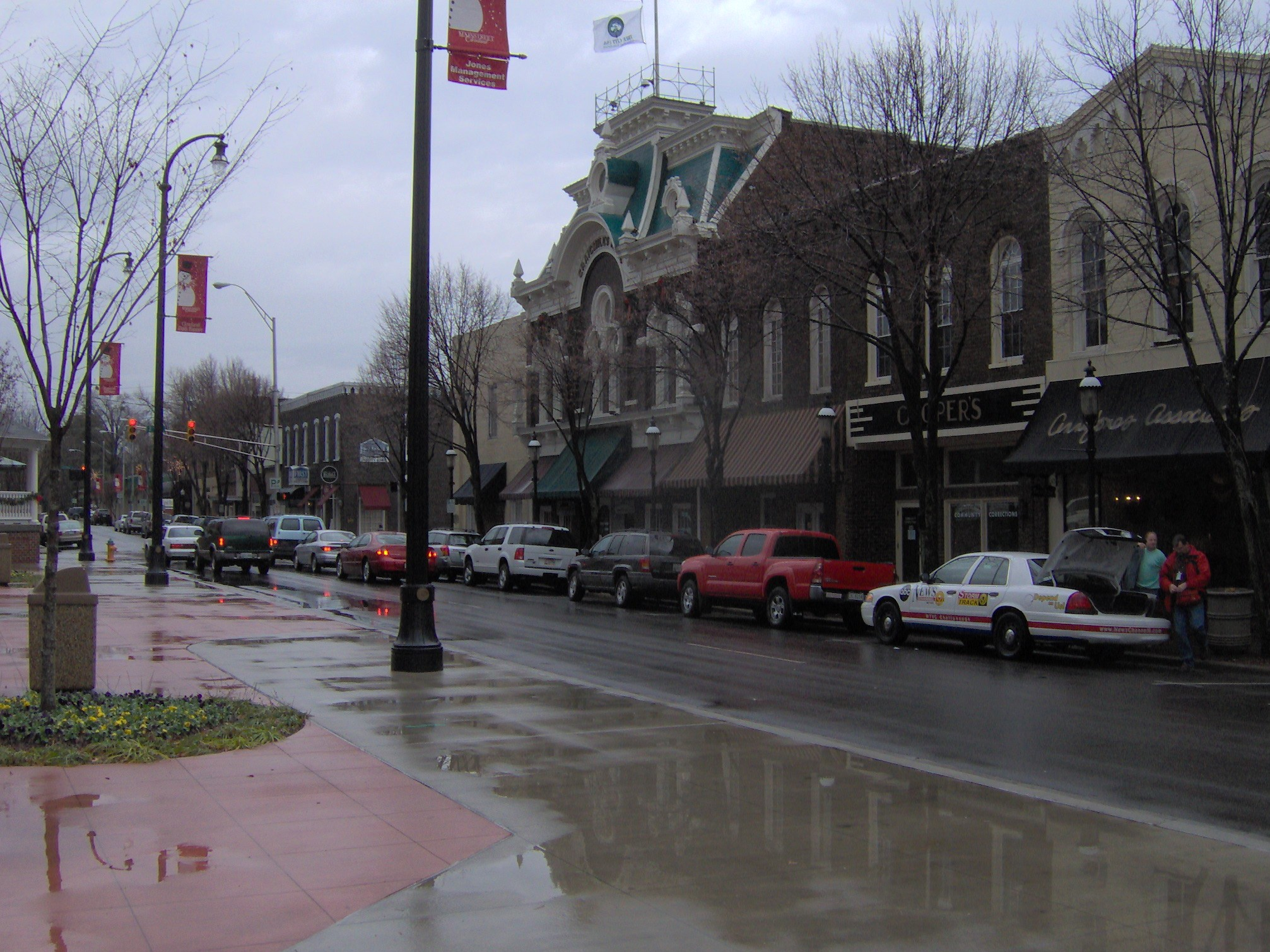
クリーブランド市
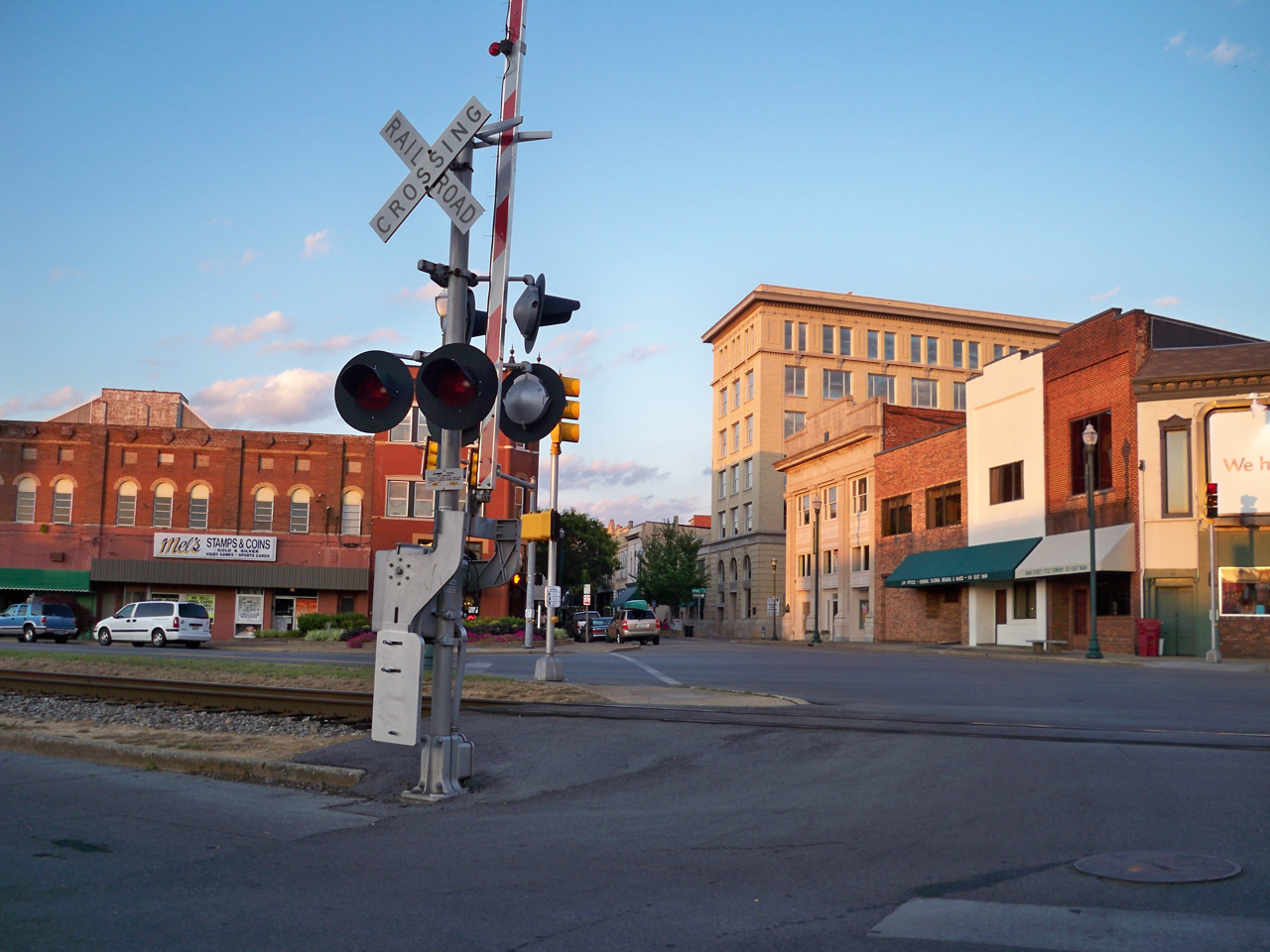
ジョンソンシティ市
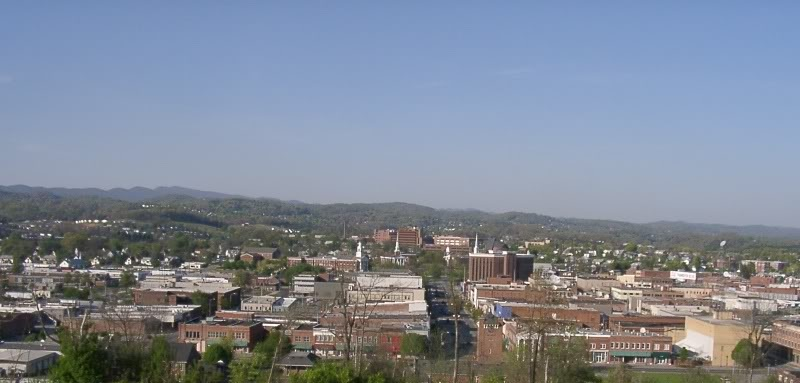
キングスポート市
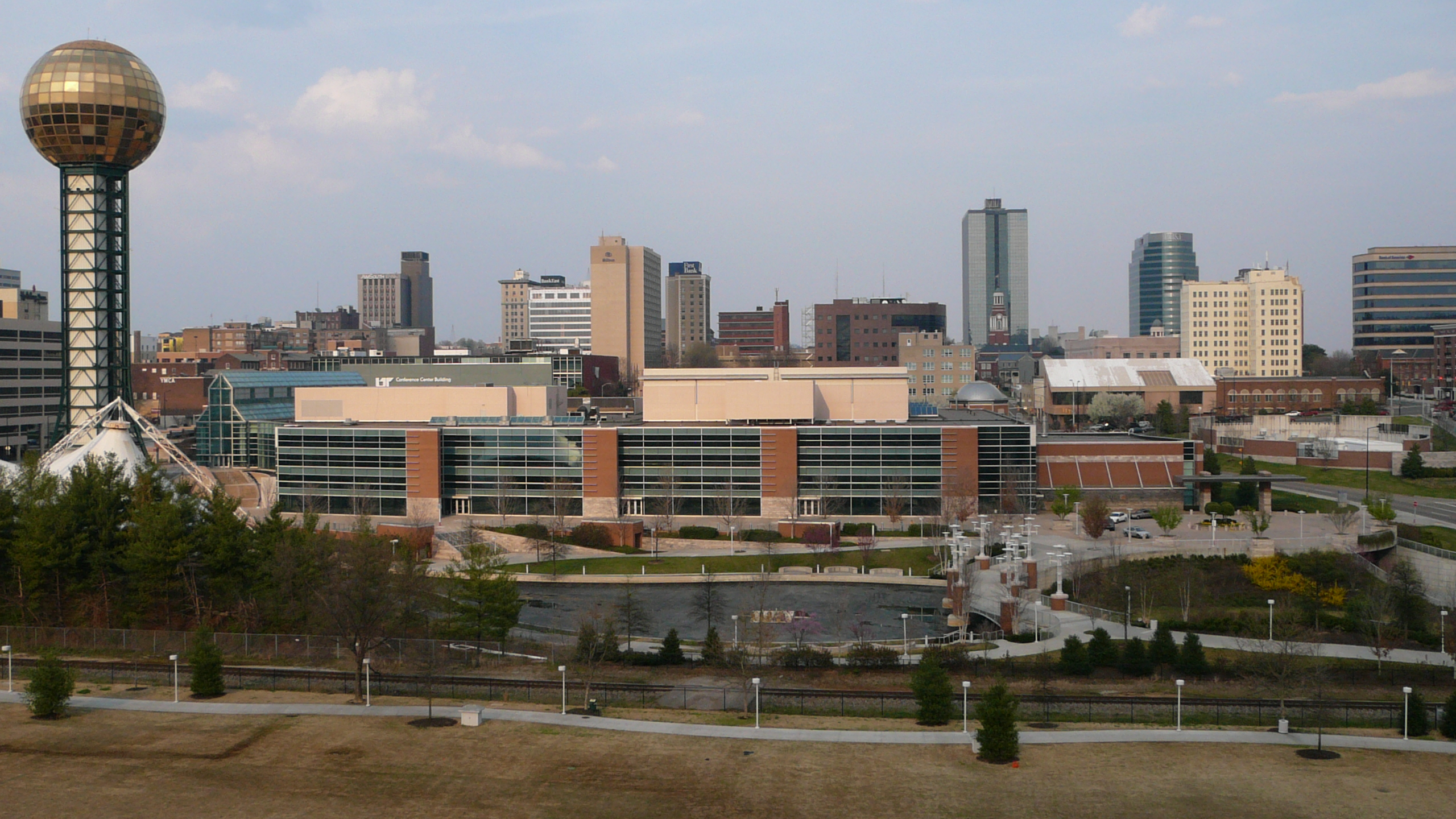
ノックスビル市
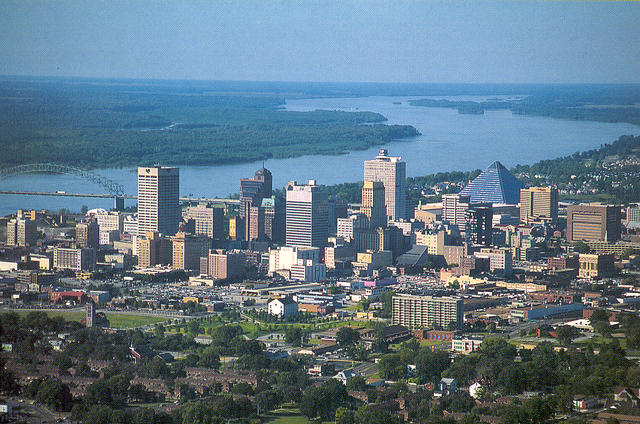
メンフィス市
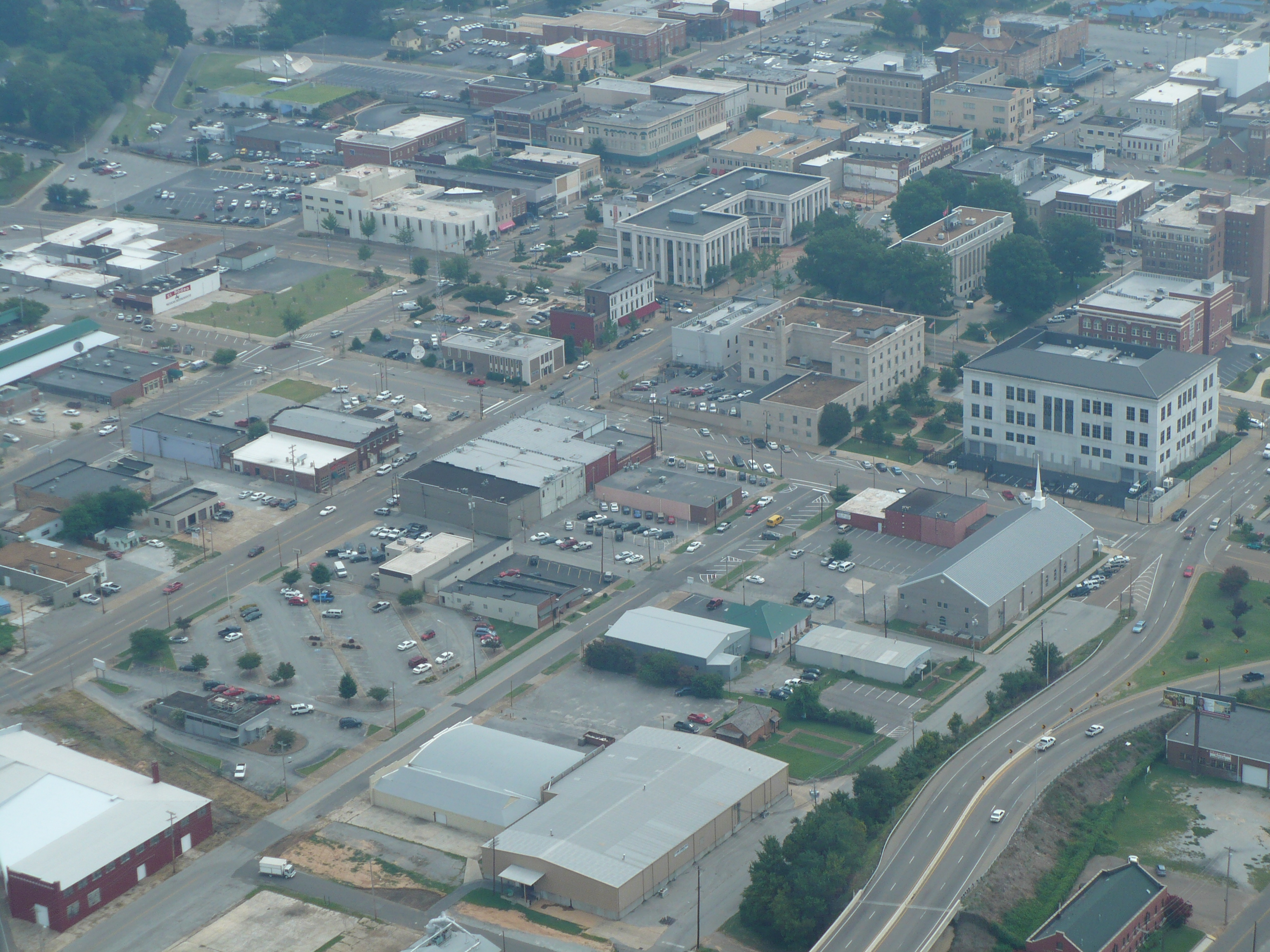
ジャクソン市
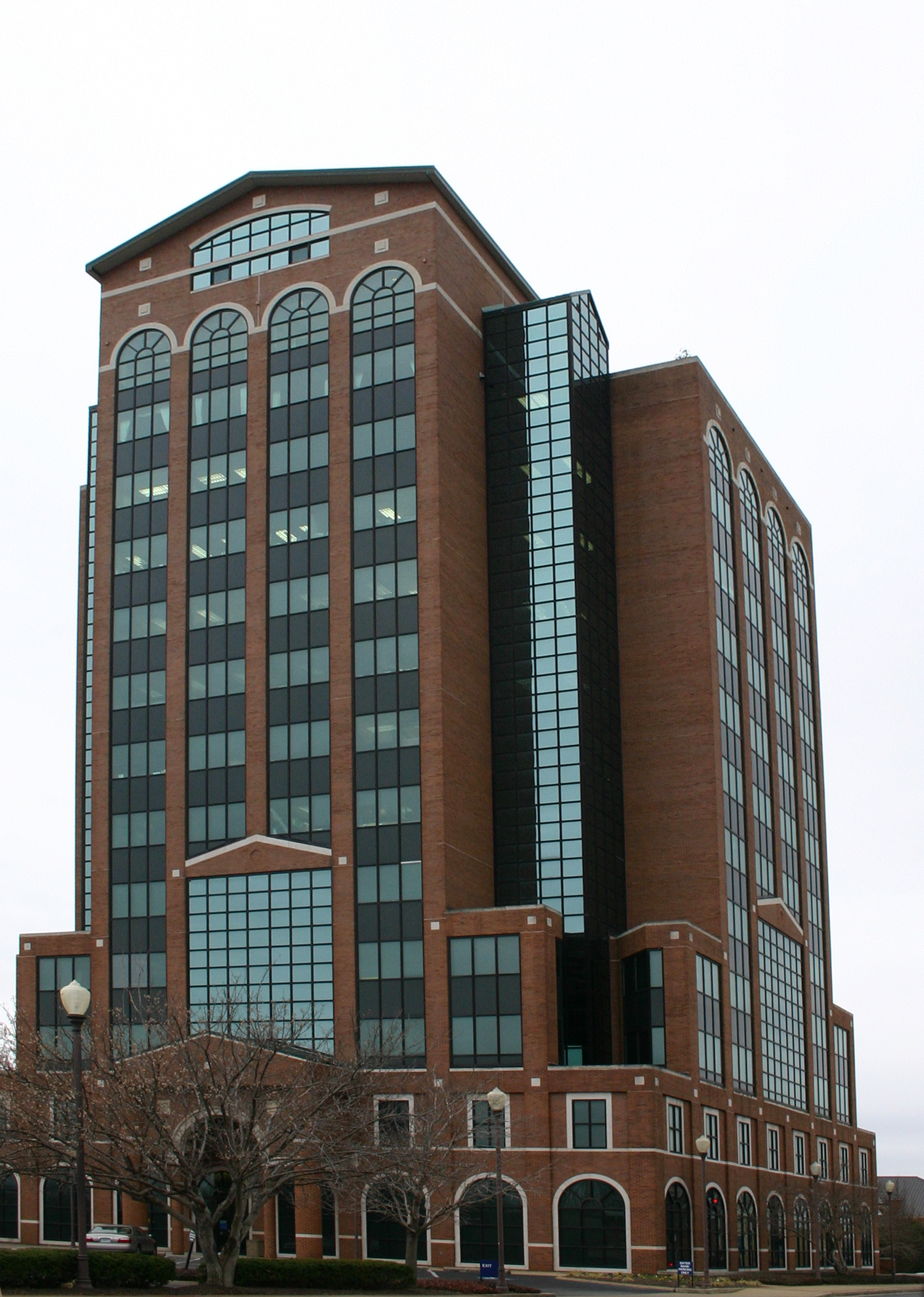
マーフリーズボロ市
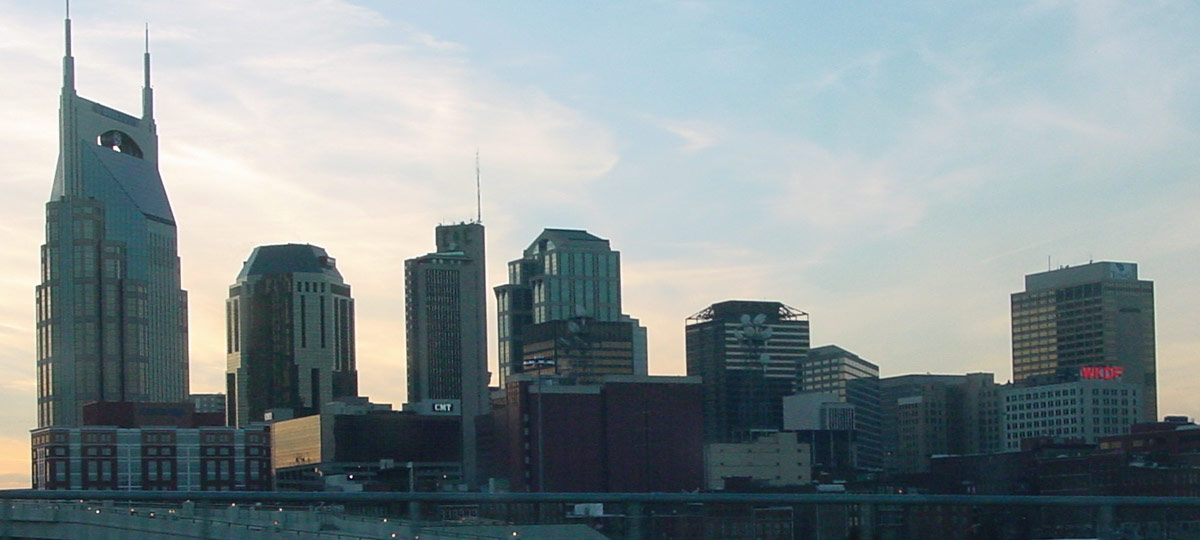
ナッシュビル市

## 政治と法律

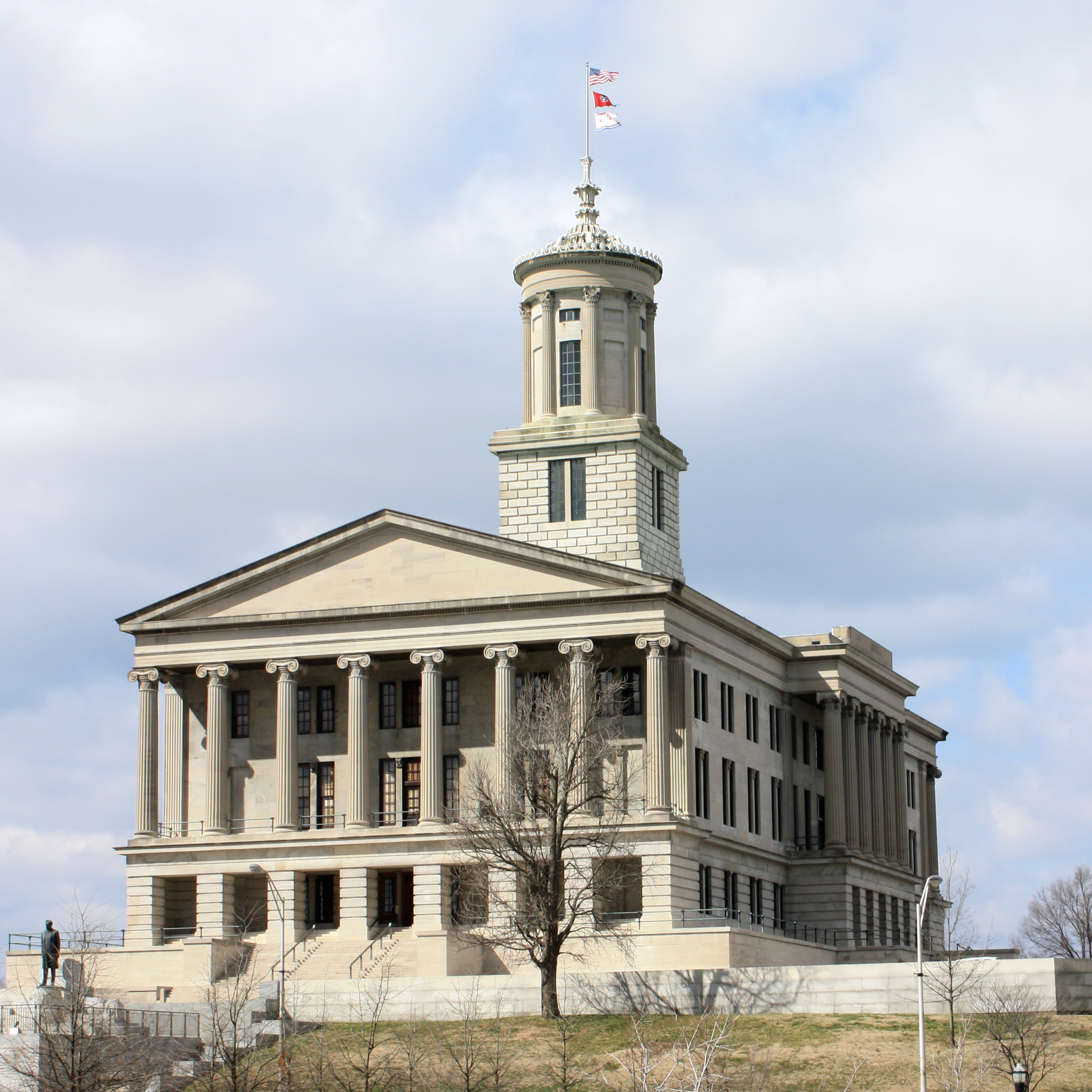
テネシー州会議事堂、ナッシュビル市

テネシー州知事の任期は4年間であり、連続して2期まで務めることができる。州知事のみが州全体の選挙で選出される。他の州とは異なり、副知事は直接選挙で選出せず、テネシー州上院が議長を選出し、副知事を兼務させる。
立法府であるテネシー州議会は、33人の議員による上院と、99人の議員による下院の両院制である。上院議員の任期は4年間、下院議員の任期は2年間である。それぞれ議長を選任する。憲法で規定する立法府の役人は両院の合同総会で選任される。
司法府の最高位にあるのがテネシー州最高裁判所である。主席判事1人と陪席判事4人が務める。テネシー州の地理的3大区分の出身者がそれぞれ2人を越えてはならないことになっている。テネシー州最高裁判所は州検事総長を指名する。この慣習は他の49州には無いものである。控訴裁判所と刑事控訴裁判所には12人の判事がいる。連邦、巡回、地域の多くの裁判所が事件を扱っている。
現行テネシー州憲法は1870年に採択された。それ以前には2つの憲法があった。最初の憲法は1796年、テネシーが州に昇格した時に採択され、2番目の憲法が採択されたのは1834年だった。テネシー州憲法はその司法権内で戒厳令を違法としている。これは、南北戦争の後で、アメリカ合衆国政府の北軍が軍政を布いたことから生じた規程である可能性がある。

### 政治
| 年     | 共和党           | 民主党           |
| ------ | ---------------- | ---------------- |
| 2008年 | 56.85% 1,479,178 | 41.79% 1,087,437 |
| 2004年 | 56.80% 1,384,375 | 42.53% 1,036,477 |
| 2000年 | 51.15% 1,061,949 | 47.28% 981,720   |
| 1996年 | 45.59% 863,530   | 48.00% 909,146   |
| 1992年 | 42.43% 841,300   | 47.08% 933,521   |
| 1988年 | 57.89% 947,233   | 41.55% 679,794   |
| 1984年 | 57.84% 990,212   | 41.57% 711,714   |
| 1980年 | 48.70% 787,761   | 48.41% 783,051   |
| 1976年 | 42.94% 633,969   | 55.94% 825,879   |
| 1972年 | 67.70% 813,147   | 29.75% 357,293   |
| 1968年 | 37.85% 472,592   | 28.13% 351,233   |
| 1964年 | 44.49% 508,965   | 55.50% 634,947   |
| 1960年 | 52.92% 556,577   | 45.77% 481,453   |

テネシー州の政治は、他州と同様共和党と民主党の二大政党が競い合っている。1920年代は全国的に共和党の大統領候補が大勝した時代だが、1920年のテネシー州は共和党のウォレン・ハーディングをオハイオ州知事のジェイムズ・コックスに対して辛うじて勝たせた。1928年は共和党のハーバート・フーヴァーをニューヨーク州知事のアル・スミスに対して大勝させた。これらを除けば1950年代まで民主党支持の強いソリッドサウスであり続けた。1950年代は共和党のドワイト・D・アイゼンハワーを2回支持し、その後はほとんど毎回共和党候補者を支持するようになった。
州の半分以上は共和党がやや優勢に支配しているが、民主党は中部テネシーの田園部と西テネシーの北部ではそこそこの支持があり、ナッシュビル市やメンフィス市では強い。大都市にはアフリカ系アメリカ人の人口が多い。共和党は1960年代まで東テネシーで大変強かった。アメリカ合衆国下院議員選挙区の第1区と第2区は東テネシーにあり、南部でも数少ない共和党支持の区域だった。第1区は1881年以降、第2区は1873年以降連続して共和党を支持してきた。
対照的にアフリカ系アメリカ人は長く選挙権を取り上げられており、1960年の人口比率は16.45%と少数派だったので、白人共和党が1960年代まで州の残り地域における政治を支配していた。テネシー州の共和党は実質的に部分政党だった。1970年にウィンフィールド・ダンが州知事に、ビル・ブロックがアメリカ合衆国上院議員に当選し、共和党を州全体で選挙に勝てる政党にした。1970年以降、テネシー州知事は二大政党から選ばれている。
2000年アメリカ合衆国大統領選挙で、テネシー州選出アメリカ合衆国上院議員とアメリカ合衆国副大統領を務めたアル・ゴアが、その出身州で勝てなかった。これはあまり無い例である。共和党のジョージ・W・ブッシュに対する支持は2004年に増加し、対抗馬との支持率の差は、2000年の4%から2004年の14%となった。南部州から大統領候補になった民主党員、例えばリンドン・B・ジョンソン、ジミー・カーター、ビル・クリントンは、北部の民主党員よりもテネシー州で良い結果を残しており、特に大都市圏以外の浮動票には顕著である。
テネシー州からはアメリカ合衆国下院に9人の代議員を送り出しており、2012年時点では共和党7人、民主党2人となっている。副知事のロン・ラムジーは140年ぶりに共和党員として州議会上院議長になった。2008年の選挙で共和党は州議会両院の多数派となったが、これはレコンストラクション時代以来のことになった。現在、州内有権者の30%は浮動票と考えられている。
1962年のアメリカ合衆国最高裁判所による「ベイカー対カー事件」判決は、「一人一票」の原則を確立したものであり（一票の格差の是正）、テネシー州議会で田園部の偏見が入った議席指名に関する訴訟に基づいていた。この重要な裁定によって、州内の人口配分に比例し、都市部や郊外部の議員と州全体の役人の比率が増加した。またアラバマ州など、昔から田園部少数派よって支配されていた多くの州でも適用された。

### 法の執行

#### 州の機関
テネシー州には法の執行のために4つの機関がある。すなわち、テネシー州ハイウェイ・パトロール、テネシー州野生生物資源機関、テネシー州捜査局、テネシー州環境保護省である。
テネシー州ハイウェイ・パトロールはハイウェイの安全規制と、野生生物以外の法執行に集中する主要法執行機関であり、テネシー州安全省の管轄下にある。テネシー州野生生物資源機関は州立公園の外側で、野生生物、船遊び、釣りに関する規制を行う独立機関である。テネシー州捜査局は最新の操作設備を備え、州全体の刑事事件捜査を行う部門である。テネシー州のパーク・レンジャーは州立公園体系の中で全ての活動と法執行に責任を持っている。

#### 地方政府の機関
地方政府の法執行は、郡保安官事務所と自治体警察署に分けられる。テネシー州憲法は各郡に選挙によって選ばれる保安官を要求している。州内95郡の内94郡では、保安官が郡内の法執行官の長であり、郡全体に管轄権を持っている。各保安官事務所は保証サービス、役所の安全保障、監獄の運営と郡の未編入領域における主要な法執行、ならびに自治体警察署に対する支援を行う。法人化された自治体は警察署を維持して、その領域内での警察サービスを行うことが求められる。
州内の3郡が都市圏政府の形を採っており、保安官を選ばねばならないという要求事項に対する紛争を解決するためにそれぞれが異なる方法を採用している。
- ナッシュビル市/デビッドソン郡は、メトロ保安官とメトロ警察処方の間で任務と権限を分けている。保安官はデビッドソン郡の法執行部門長ではない。デビッドソン郡保安官の任務は保証サービスと監獄の運営である。メトロ警察署長が法執行部門の長であり、メトロ警察署が郡全体の法執行を行っている。
- リンチバーグ市/ムーア郡は、より単純な形を選び、リンチバーグ警察署を廃止して、保安官事務所に統合し、全権限を与えた。
- ハーツビル市/トラウスデール郡は、州内で最も小さな郡ではあるが、ナッシュビル市と同様な仕組みを採用し、保安官事務所を維持しながら都市圏警察署も持っている。

## 経済
経済分析局推計では2011年の州内実質総生産は2,339億9,700万米ドルになっていた。2003年の一人当たり収入は28,641米ドルであり、国内36位、全国平均 31,472米ドルの91%に相当した。2004年の世帯当たり収入は38,550米ドルであり、国内41位、全国平均 44,472米ドルの87%に相当した。
テネシー州の主要産品は、繊維、綿花、牛、電力である。州内に82,000以上の農場があり、その内およそ59%は肉牛を生産している。テネシー州の初期に生産されたのは綿花だったが、テネシー川とミシシッピ川の間の土地が開放された1820年代になって、その栽培が始まっていた。ミシシッピ・デルタの上流端部がテネシー州南部に広がり、綿花を栽培できる肥沃な土地だった。西テネシーでは大豆も多く栽培され、特に州北西隅で多かった。
1933年、テネシー川流域開発公社が設立された。

### 主な会社など
テネシー州に本拠地のある企業には以下のようなものがある。
| - メンフィス市 - フェデックス（世界最大手の物流会社） - オートゾーン・インコーポレイテッド - インターナショナル製紙 - ノックスビル市 - パイロット・コーポレーション - リーガル・エンターテインメント・グループ - キングスポート市 - イーストマン・ケミカル - フランクリン市 - 日産自動車北米本社 - ナッシュビル市 - ギブソン・ギター・コーポレーション - キャタピラ・ファイナンシャル本社（キャタピラ社の財務部門） - ブリヂストン・アメリカズ・インク (旧社名はブリヂストン・ファイアストン・ノースアメリカン・タイヤ） | - ダイアーズバーグ市 - ボスホス（オートバイメーカー） - リンチバーグ市 - ジャック・ダニエルズ、（テネシー・ウイスキーの蒸留所） - レバノン市 - クラッカー・バレル（Cracker Barrel、レストランチェーン） - チャタヌーガ市 - フォルクスワーゲン組立工場 - クラークスビル市 - ヘムロック・セミコンダクター・グループのポリシリコン生産設備 |

テネシー州はその南側隣接州と同様に労働権の州である。組合活動は昔から低調であり、国内大半と同様に衰退し続けている。2011年11月時点での失業率は8.4%だった。

### 税
テネシー州の所得税は給与や賃金には適用されないが、株式、債権、受取手形からの収入は課税される。単一対象では1,250米ドル、複数対象では2,500米ドルを超える配当や利子は6%課税される。大半の商品にかかる消費税と使用税の率は9.25%である。食品は5.5%と低いが、菓子類、ダイエット用サプリメント、加工食品は7%が課税される。地方課税管轄区による消費税加算は1.5%から2.75%の幅があり、足し合わせると8.5%から9.75%となって、国内でも高い方の部類である。無形資産は貸付会社、投資会社、保険会社あるいは有料墓地会社の株主持ち株比率によって評価される。評価率は資産価値の40%に税率を掛ける。テネシー州では一件の制限額（2006年以降、死亡者に対して100万ドル）を超える相続財産には相続税を課している。

## 交通

### 州間高速道路

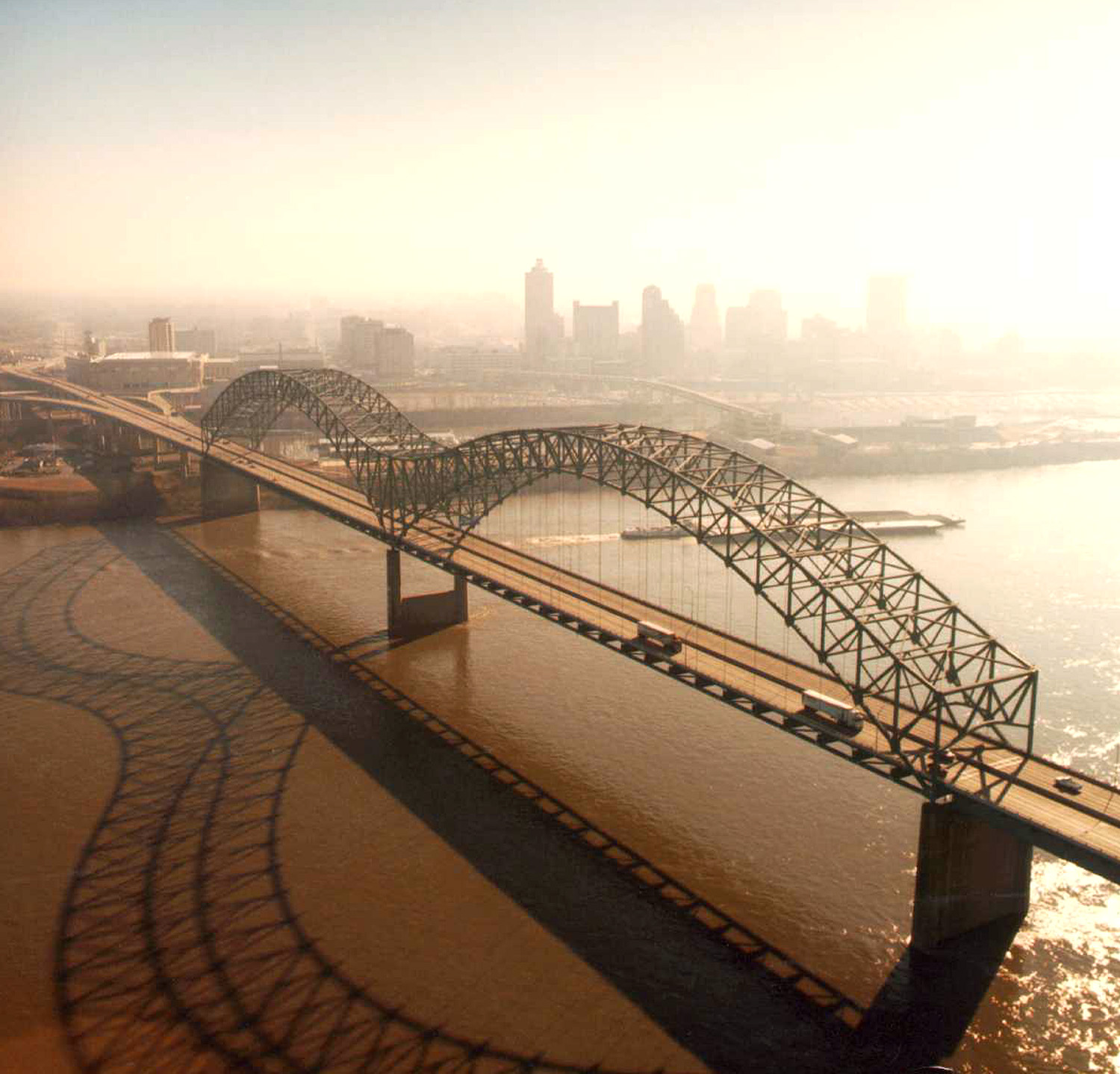
ミシシッピ川に架かるエルナンド・デ・ソト橋、メンフィス市T

州間高速道路40号線が州内を東西に横切っている。その支線としてはメンフィス市の240号線、ナッシュビル市の440号線、ノックスビル市の140号線と640号線がある。州間高速道路26号線も東西方向であるが、ジョンソンシティの南、ノースカロライナ州との州境からキングスポート市で終わっている。州間高速道路24号線はチャタヌーガからクラークスビルに至る州内を斜めに横切る東西方向路である。州間高速道路22号線も東西方向路であり、メンフィスで240号線や269号線、アラバマ州バーミングハムで65号線と接続している。
南北方向の州間高速道路は55号線、65号線、75号線、81号線がある。65号線はナッシュビルを通り、75号線はチャタヌーガとノックスビルを、55号線はメンフィスを通っている。81号線はブリストルで州内に入り、ダンドリッジ近くで40号線に突き当たって止まっている。55号線の支線が155号線である。75号線の唯一の支線が275号線であり、ノックスビルを通っている。

### 空港
州内の主要空港は、ナッシュビル国際空港 (BNA)、メンフィス国際空港 (MEM)、ノックスビルのマクギー・タイソン空港 (TYS)、チャタヌーガ市営空港 (CHA)、トリシティーズ地域空港 (TRI)、ジャクソン市のマッケラー・サイプス地域空港 (MKL)である。ナッシュビル空港からは、2018年5月よりロンドン・ヒースロー空港への直行便が開設され、東京への直行便も誘致している。メンフィス国際空港はフェデックスのハブ空港なので、世界最大の貨物取扱空港となっている。

### 鉄道
メンフィス市とニューバーン市にはアムトラックの列車「シティ・オブ・ニューオーリンズ号」が停車する。この列車はシカゴとニューオーリンズを結んでいる。
ナッシュビル市は通勤鉄道のミュージックシティ・スターが運行されている。

## 教育

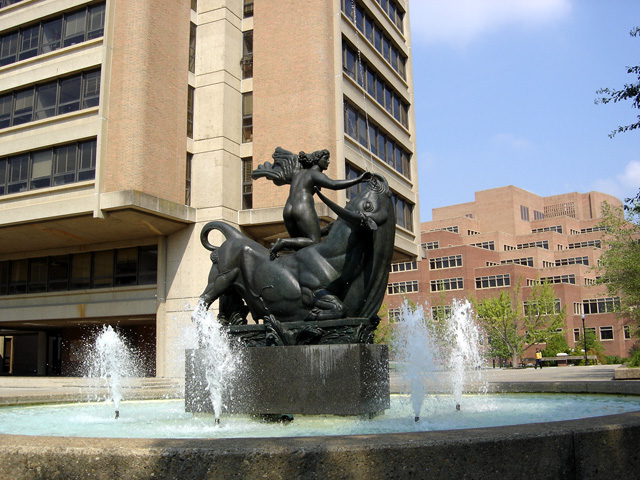
テネシー大学

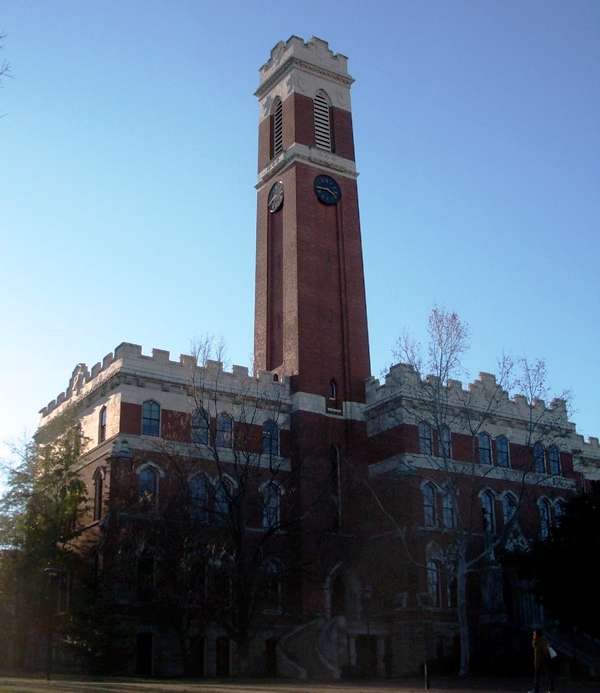
ヴァンダービルト大学

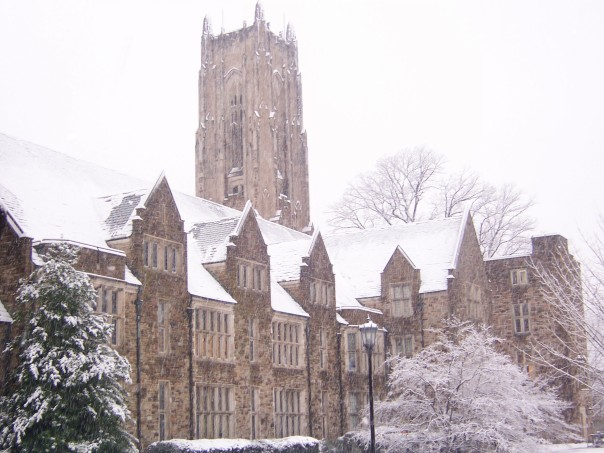
ローズ大学

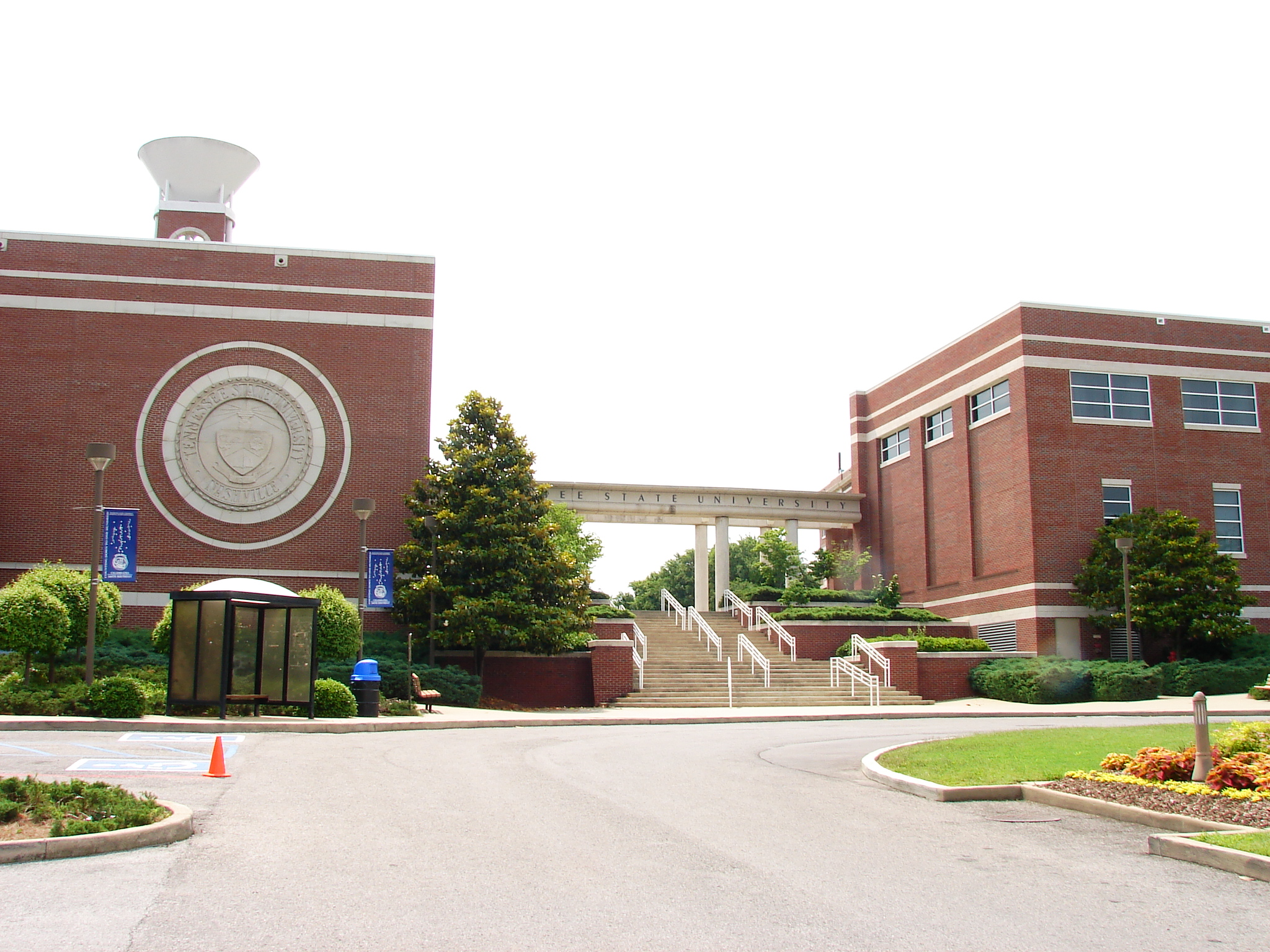
テネシー州立大学

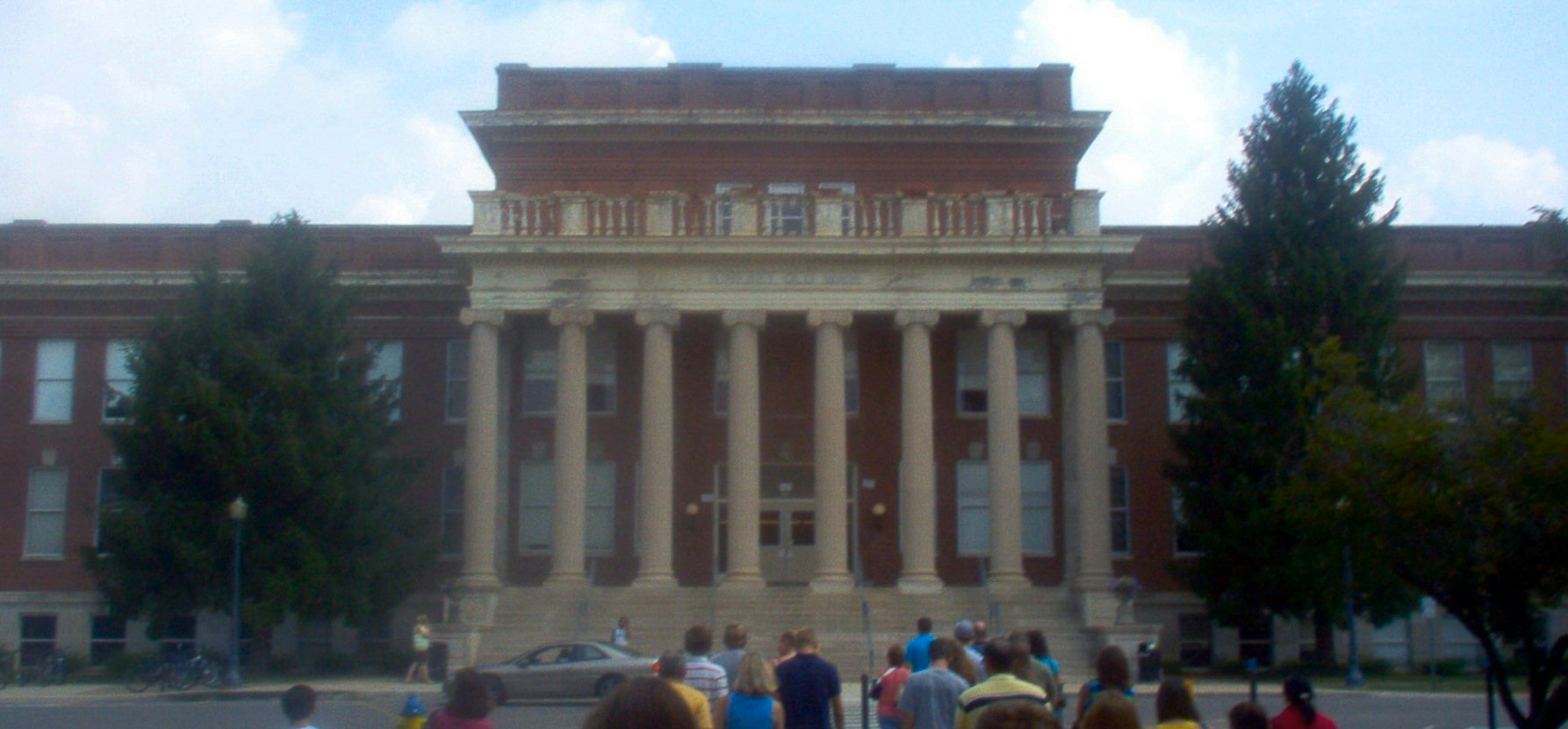
ミドルテネシー州立大学

州内には、公立、私立、チャーターによる予備校から大学まで幅広い高等教育機関がある。
1920年代当時は聖書の教えに反する、としてダーウィンの「進化論」を教えることを禁止していた。（NHKスペシャル「映像の世紀〜それはマンハッタンから始まった〜」より）

### 大学
公立の高等教育機関は、テネシー大学システムとテネシー州教育理事会という2つの公立大学システムに指導を行うテネシー州高等教育委員会の監督下にある。さらに私立の多くのカレッジや大学が州内に鏤められている。

#### 単科大学
- アクイナス大学
- オモア・デザイン大学（英語: O'More College of Design）
- コロンビア州立短期大学（英語: Columbia State Community College）
- ナッシュビル州立短期大学（英語: Nashville State Community College）
- ノックスビル大学（英語: Knoxville College）
- ブライアン大学（英語: Bryan College）
- メアリーヴィル大学（英語: :Maryville College）
- メハリー医科大学
- メンフィス芸術大学（英語: Memphis College of Art）
- ルモイン・オーウェン大学（英語: LeMoyne–Owen College）
- レーン大学（英語: Lane College）
- ローズ大学 (テネシー州)（英語: Rhodes College）

#### 総合大学
- ヴァンダービルト大学
- ヴィクトリー大学（英語: Victory University）
- オースティン・ピー州立大学
- カーソン・ニューマン大学（英語: Carson–Newman University）
- カンバーランド大学（英語: Cumberland University）
- キング大学（英語: King University）
- クリスチャン・ブラザーズ大学（英語: Christian Brothers University）
- ジョンソン大学（英語: Johnson University）
- タスクラム大学（英語: Tusculum University）
- テネシー大学システム（英語: University of Tennessee system）
  - テネシー大学 (本校、ノックスビル)
  - テネシー大学チャタヌーガ校（英語: University of Tennessee at Chattanooga）
  - テネシー大学マーティン校（英語: University of Tennessee at Martin）
  - テネシー大学医療科学センター（英語: University of Tennessee Health Science Center）
  - テネシー大学宇宙科学研究所（英語: University of Tennessee Space Institute）
- テネシー・ウェスレアン大学（英語: Tennessee Wesleyan University）
- テネシー工科大学
- テネシー州立大学
- テネシー・テンプル大学（英語: Tennessee Temple University）
- テネシー南大学（英語: University of Tennessee Southern）
- トレヴェッカ・ナザレン大学（英語: Trevecca Nazarene University）
- 南部大学（英語: Sewanee: The University of the South）
- 南部アドベンチスト大学（英語: Southern Adventist University）
- バプテスト健康科学大学（英語: Baptist Health Sciences University）
- 東テネシー州立大学（英語: East Tennessee State University）
- フィスク大学
- フリード・ハーディマン大学（英語: Freed–Hardeman University）
- ベテル大学 (テネシー州)（英語: Bethel University (Tennessee)）
- ベルモント大学
- ミドルテネシー州立大学
- ミリガン大学（英語: Milligan University）
- メンフィス大学
- ユニオン大学 (テネシー州)（英語: Union University）
- ランバス大学（英語: Lambuth University）
- リー大学
- リプスコム大学
- リンカーン記念大学（英語: Lincoln Memorial University）

### 教育学区
公共の初等中等教育は郡、市、あるいは特別教育学区の単位で運営されている。教育学区はテネシー州教育省の管轄下にある。郡部には私立の学校も多い。

## 芸術・文化

### 音楽
テネシー州はソウル・ミュージック、カントリー・ミュージック、ブルース、ロックンロール、ロカビリーなどアメリカのポピュラー音楽の発展に重要な役割を果たしてきた。メンフィス市のビール通りはブルースの発祥の地とみなされており、W・C・ハンディなどのミュージシャンがそこのクラブで1909年には既に演奏していた。メンフィス市には、エルビス・プレスリー、ジョニー・キャッシュ、カール・パーキンス、ジェリー・リー・ルイス、ロイ・オービソン、チャーリー・リッチなどのミュージシャンがレコーディングを始めたサン・レコードもあり、1950年代にはロックンロールが形になり始めた。1927年のブリストル市で行われたビクター・レコーディングセッションがカントリーミュージックの始まりとされており、1930年代のラジオ番組「グランド・オール・オプリ」が、ナッシュビルをカントリーミュージック・レコーディング産業の中心にした。煉瓦とモルタルで作られた3つの博物館が様々な形態の音楽ジャンルを育てたテネシー州の役割を留めている。すなわち、メンフィスロックン・ソウル博物館、ナッシュビル市にあるカントリー・ミュージック殿堂博物館およびジャクソン市の国際ロカビリー博物館である。さらにロカビリーの発展を記念するオンラインサイトとして、「ロカビリーの殿堂」がナッシュビル市を本拠地にしている。
こうした豊かな音楽文化を背景に、州では全米最多となる12曲もの公式な州歌を制定している。1925年に最初の州歌として制定されたのは“My Homeland, Tennessee”（1911年発表）だが、一般的に最も有名なのは“テネシーワルツ”（1948年発表、1965年に第4の州歌として制定）である。
- My Homeland, Tennessee（「我が故郷、テネシー」、1925年制定）
- When It's Iris Time in Tennessee（「テネシーにアイリスの花咲く頃」、1935年制定）
- My Tennessee（「私のテネシー」、1955年制定）
- The Tennessee Waltz（「テネシーワルツ」、ピーウィー・キングが歌唱、1965年制定）
- Rocky Top（「ロッキーの頂」、1982年制定）
- Tennessee（「テネシー」、1992年制定）[56]

- The Pride of Tennessee（「テネシーの誇り」、1996年制定）
- A Tennessee Bicentennial Rap: 1796-1996（「テネシー州200年記念ラップ」、1996年制定）
- Smoky Mountain Rain（「スモーキー・マウンテンの雨」1980年にロニー・ミルサップが歌唱、2010年制定）
- Tennessee（「テネシー」、2012年制定）[56]
- The Tennessee in Me（「私の中のテネシー」、2023年4月17日制定[57]）
- Copperhead Road（「カッパーヘッド・ロード」スティーヴ・アールが歌唱、2023年4月25日制定[57]）

### スポーツチーム
- メンフィス・グリズリーズ, NBA
- ナッシュビル・プレデターズ, NHL
- テネシー・タイタンズ, NFL
- ナッシュビルSC, メジャーリーグサッカー
- マイナーリーグ（野球）
  - メンフィス・レッドバーズ
  - ナッシュビル・サウンズ
  - チャタヌーガ・ルックアウツ
- マイナーリーグ
  - ウェスト・テネシー・ダイアモンド・ジャックス（West Tennessee Diamond Jaxx） (ジャクソン市)
  - テネシー・スモーキーズ (セヴィアーヴィル)
  - エリザベストン・ツインズ（Elizabethton Twins）
  - グリーンヴィル・アストロズ（Greeneville Astros）
  - キングスポート・メッツ（Kingsport Mets）
  - ジョンソンシティー・カージナルス（Johnson City Cardinals）
- マイナーリーグ（バスケットボール）
  - ナッシュビル・リズム（Nashville Rhythm）

## その他

### 同州出身者
- テネシー州出身著名人の一覧を参照。

### 州の象徴など
- 州の鳥 - マネシツグミ
- 州の花（栽培種） - アヤメ属
- 州の花（野生種） - トケイソウ属（en:Passion flower） 及び en:Tennessee coneflower
- 州の木 - ユリノキ
- 州の歌 - テネシーワルツ
- 州の石 - 石灰岩

### 日本の姉妹都市
- 北海道室蘭市 - ノックスビル市
- 山形県三川町 - マクミンビル市
- 茨城県那珂市 - オークリッジ
- 神奈川県座間市 - スマーナ
- 山梨県都留市 - ヘンダーソンビル
- 長崎県諫早市 - アセンズ
- 岩手県遠野市 - チャタヌーガ市